# Міжнародні відносини Румунії
Зовнішні відносини Румунії здійснюються Міністерством закордонних справ (Ministerul Afacerilor Externe). Румунія є членом НАТО і Європейського Союзу.

## Відносини по регіонах і країнах

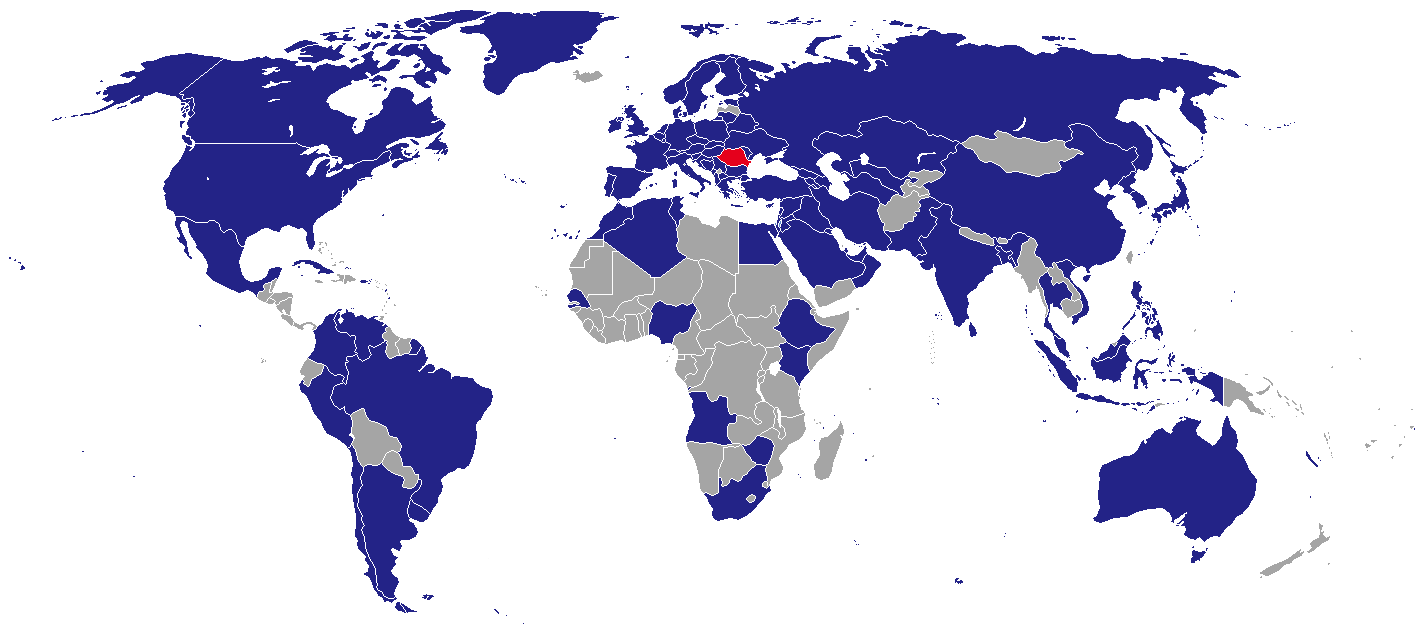
Дипломатичні місії Румунії

### Європа:Європейський Союз
Румунія приєдналася до Європейського Союзу (ЄС) 1 січня 2007 року. Румунія також заявила про свою громадську підтримку Туреччині й Хорватії щодо вступу до Європейського Союзу. Румунія розділяє привілейовані економічні відносини з Туреччиною. Румунія створила міцні відносини з Угорщиною, причому остання, грає ключову роль в наданні підтримки пропозиції Румунії приєднатися до ЄС.
| Держава         | Встановила офіційні відносини | Примітки |
| --------------- | ----------------------------- | --- |
| Австрія         | 1878-09-23                    | Дивись Міжнародні відносини Австрії Австрія (тоді Австро-Угорщина) була першою країною, яка визнала незалежність Румунії від Туреччини (тоді Османська імперія). Відносини були припинені 27 серпня 1916 року, коли Румунія оголосила війну Австро-Угорщині, вступаючи в Першу світову війну. 27 серпня 1920 року було відновлено дипломатичні відносини, цього разу з Австрією власне через розпад Австро-Угорської імперії. 5 квітня 1938 року відносини були припинені ще раз, за кілька днів до анексії Австрії Німеччиною (аншлюс). Відносини поновилися 8 жовтня 1947, через два роки після виходу Австрії з Німеччини. - Румунія має посольство у Відні і 5 почесних консульств (в Ейзенштадті, Граці, Лінзі, Зальцбургзі і Відні). - Австрійська Республіка має посольство в Бухаресті і почесне консульство в Тімшоарі. Рівень дипломатичних відносин: - Посольський: 23 вересня [11 вересня] 1878 року — 27 серпня [14 серпня] 1916 року ; 27 серпня 1920 — 5 квітня 1938 року. - Політична місія: 8 жовтня 1947 — 1 серпня., 1955 року. - Посольський 1 серпня 1955 р — 26 вересня 1963 року. - Посольство: з 26 вересня 1963 року. графік дипломатичних відносин: - 23 вересня [11 вересня] 1878 року — 27 серпня [14 серпня] 1916 року. - 27 серпня 1920 року — 5 квітня 1938 року - З 8 жовтня 1947 року. |
| Бельгія         | 1880-03-29                    | Дивись Міжнародні відносини Бельгії - Румунія має посольство в Брюсселі, 5 почесних консульств (в Антверпені, Брюгге, Льєжі, Мехелені і Турне) і румунський інститут культури в Брюсселі. - Королівство Бельгія має посольство в Бухаресті. Рівень дипломатичних відносин: - Посольський: 29 березня 17 березня 1880 року — 11 лютого 1941; 4 липня 1946 — 3 грудня 1963 - Посольство: від 3 грудня 1963 року Графік дипломатичних відносин: - 29 березня [17 березня] 1880 року — 11 лютого 1941 року - (від 11 лютого 1941 — 23 серпня 1944 року Румунія мала дипломатичні відносини з Німеччина, яка була відповідальна за іноземні справи Бельгії) - Починаючи з 4 липня 1946 року. |
| Болгарія        | 1879-07-28                    | Дивись Болгаро-Румунські відносини |
| Хорватія        | 1941-05-13                    | Хорватія має посольство в Бухаресті. Румунія має посольство в Загребі. Хорватія приєдналася до Європейського Союзу як повноправний член 1 липня 2013 року, в той час як вступила в ЄС 1 січня 2007 року. |
| Кіпр            | 1960-08-16                    | Дивіться Зарубіжні відносини Кіпру Кіпр приєднався до Європейського Союзу як повноправний член 1-го травня 2004 року, в той час як Румунія вступила 1 січня 2007 року. - Румунія має посольство в Нікосії і має почесного консула в Ларнак. - Республіка Кіпр має посольство в Бухаресті і почесне консульство в Констанці. Рівень дипломатичних відносин: - Посольський: 16 серпня — 13 листопада 1960 року. - Посольство: з 13 листопада 1960 року. графік дипломатичних відносин: - Починаючи з 16 серпня 1960 року. |
| Чехія           | 1919-04-06                    | Дивіться Міжнародні відносини Чехії - Румунія має посольство в Празі і Інституту румунської культури (Прага). - Чехія має посольство в Бухаресті і почесне консульство в Тімішоарі. Рівень дипломатичних відносин: - Урядова місія: 6 квітня [25 березня] 1919 року — 30 січня 1920 року - Посольський 30 січня 1920 — 1 липня 1939 - Політична місія 7 червня — 1 жовтня 1945 - Посольський: 1 жовтня 1945 — 1 грудня 1947 - Посольство: 1 грудня 1947 (після того, як розпуск Чехословаччини на 1 січня 1993 року Посольство Чехословаччина стала посольством Чеської Республіки) Графік дипломатичних відносин: - 6 квітня [25 березня] 1919 року — 1 липня 1939 року. - (в період з 1 липня 1939 року — 23 серпня 1944 року Румунія мала дипломатичні відносини з Німеччина, Чехія є частиною Німеччина як автономний протекторат Богемія і Моравія) - З 7 червня 1945 року (до 1 січня 1993 року, як Чехословаччина, Чехія будучи частиною Чехословаччини як чеський регіон до 1969 року, або як Чеська Соціалістична Республіка після 1969 року) |
| Данія           | 1917-04-26                    | Див Румунсько-Данські відносини |
| Естонія         | 1921-03-21                    | Див Міжнародні відносини Естонії Між 1924—1940, дипломатичне представництво Румунії в Естонії було представлено румунським посольством у Варшаві, Польща. - Румунія не має дипломатичного офісу в Естонії. Дипломатичне представництво Румунії в Естонії знаходиться в посольстві Румунії в Гельсінкі, в сусідній Фінляндія. - Естонія не має посольства в Румунії, тільки почесне консульство в Бухаресті. Дипломатичним представництвом Естонії в Румунії займається посольство Естонії у Варшаві, Польща. Рівень дипломатичних відносин: - Посольський: 21 березня 1924 — 6 серпня 1940 - Посольство: з 13 вересня 1991 Графік дипломатичних відносин: 21 березня 1924 — 6 серпня 1940 з 13 вересня 1991 |
| Фінляндія       | 1920-06-28                    | Див зовнішні відносини Фінляндії - Румунія має посольство в Гельсінкі. - Фінляндія має посольство в Бухаресті і два почесних консульства в Бухаресті та Констанці. - Рівень дипломатичних відносин: Посольський: 28 червня 1920 — 12 серпня 1963 - Посольство: з 12 серпня 1963 - Графік дипломатичних відносин: (12 жовтня) 30 вересня 1878 року — 6 грудня 1917 року Румунія мала дипломатичні відносини з Росією, Фінляндія будучи частиною Російської імперії як автономного Великого князівства Фінляндського) - З 28 червня 1920 |
| Франція         | 1880-02-20                    | Див. Французько-Румунські відносини |
| Німеччина       | 1880-02-20                    | Див. Зовнішня політика Німеччини - Румунія має посольство в Берліні, 2 генеральних консульств (в Бонні та Мюнхені), 5 почесних консульств (в Alpen, Bad Kreuznach, Касселі, Потсдамі і Штутгарті) і інституту культури румунського «Майореску» (в Берліні). - Німеччина має посольство в Бухаресті і 2 генеральних консульств (в Сібіу і Тімішоарі). - Рівень дипломатичних відносин: Дипломатична Агентство: 1872 — (20 лютого) 8 лютого 1880 року. - Посольський: 8 лютого (20 лютого) 1880 року — 15 серпня (28 серпня) 1916 року; 29 вересня 1920 — 23 серпня 1944 - Посольство: з 31 січня 1967 роки (посольство ФРН) - графік дипломатичних відносин: (20 лютого) 8 лютого 1880 — (28 серпня) 15 серпня 1916 року. - 29 вересня 1920 — 23 серпня 1944 року. - з 31 січня 1967 роки (Румунія встановила дипломатичні відносини із Західною Німеччиною, з 1949 року по 1990 року, Румунія мала дипломатичні відносини з Німецькою Демократичною Республікою — широко відомою як Східна Німеччина). |
| Греція          | 1880-01-08                    | Див. Грецько-Румунські відносини |
| Угорщина        | 1920-08-21                    | Див. Угорсько-Румунські відносини |
| Ірландія        | 1990-04-18                    | Див. Ірландсько-Румунські відносини |
| Італія          | 1879-12-06                    | Див. Міжнародні відносини Італії - Румунія має посольство в Римі, 4 генеральних консульств (в Болоньї, Мілані, Турині і Трієсті), 6 почесних консульств (в Анконі, Флоренція, Генуя, Неаполь, Тренто, Тревізо) і 2 румунських культурних інститути (в Римі і Венеції). - Італія має посольство в Бухаресті, генеральне консульство в Тімішоарі і 4 почесних консульства (у Клуж-Напока, Констанці, Крайові і Пятра Нямці). Рівень дипломатичних відносин: - Посольський: 6 грудня [24 листопада] 1879 — 9 березня 1964 - Посольство: з 9 березня 1964 Графік дипломатичних відносин: - з 6 грудня [ 24 листопада] 1879 |
| Латвія          | 1921-02-21                    | Див. Зовнішня політика Латвії У період з 2 червня 1922 — 18 жовтня 1939 року дипломатичне представництво Латвії в Румунії здійснював Латиського легіону в Празі, в сусідній Чехословаччині. У 1924 році Латвія відкрила 3 почесні консульства в Румунії (в Бухаресті, Констанці і Галаці). 18 жовтня 1939 року Латвія відкрила своє місце розташування в Бухаресті. У травні 1929 року Румунія відкрила своє дипломатичне представництво в Ризі. - Румунія не має посольства в Латвії, тільки почесне консульство в Ризі. Дипломатичне представництво Румунії в Латвії виконує посольство Румунії в Вільнюсі, в сусідній Литві. - Латвія не має дипломатичного офісу в Румунії. Дипломатичне представництво Латвії в Румунії здійснюється посольством Латвії у Варшаві, Польща. Рівень дипломатичних відносин: - Посольський 2 червня 1922 — 5 серпня 1940 - Посольство: з 13 вересня 1991 року Графік дипломатичних відносин: - 2 червня 1922 — 5 серпня 1940 - з 13 вересня 1991 |
| Литва           | 1924-08-21                    | Див. Литовсько-Румунські відносини |
| Люксембург      | 1910-12-18                    | Див. Зовнішні зв'язки Люксембургу - Румунія має посольство в Люксембургу. - Люксембург має почесне консульство в Бухаресті. Дипломатичне представництво Люксембургу в Румунії обробляється люксембурзької посольства в Афінах, Греція. Рівень дипломатичних відносин: - Посольський: 18 грудень [ 5 грудня] 1910 — 15 липня 1940; 4 липня 1946 — 15 листопада 1966 - Посольство: з 15 листопада 1966 графік дипломатичних відносин: - 18 Фотозвіт [5 грудня] 1910 — 15 липня 1940 - починаючи з 4 липня 1946 |
| Мальта          | 1968-06-07                    | Див. зовнішні відносини Мальти - Румунія має почесне консульство в Валлетті. Дипломатичне представництво Румунії на Мальті обробляється посольством Румунії в Римі, в сусідній Італії. - Мальта має почесне консульство в Бухаресті. Дипломатичне представництво Мальти в Румунії здійснюється Канцелярією Мальти в Румунії, як не дивно, розташований в Валлетта, Мальта (в штаб-квартирі Мальтійського Управління з закордонних справ). Рівень дипломатичних відносин: - Посольство: з 7 червня 1968 року графік дипломатичних відносин: - з 7 червня 1968 |
| Нідерланди      | 1880-01-24                    | Див. Нідерландсько-Румунські відносини |
| Польща          | 1919-02-22                    | Див. Польсько-Румунські відносини |
| Португалія      | 1917-08-25                    | Див. зовнішні відносини Португалії - Румунія має посольство в Лісабоні, 3 почесних консульств (Ешторіл, Алгарве і Порту) та Інститутом культури Румунії в Лісабоні. - Португалія має посольство в Бухаресті. Рівень дипломатичних відносин: - Посольський: 25 серпня [12 серпня] 1917 — 7 листопада 1947 - Посольство: з 31 травня 1974 року графік дипломатичних відносин: - 25 серпня [12 серпня] 1917 — 7 листопада 1947 - з 31 травня 1974 |
| Словаччина      | 1939-07-01                    | Див. Румунсько-Словаччинські відносини |
| Словенія        | 1992-08-28                    | Див. Румуно-Словенські відносини |
| Іспанія         | 1881-07-05                    | Див. Румуно-Іспанські відносини |
| Швеція          | 1916-03-18                    | Див. Румуно-Шведські відносини |
| Велика Британія | 1880-02-20                    | Див. Румуно-Британські відносини |

### Європа:Європейська асоціація вільної торгівлі (ЄАВТ)
| Країна      | Почалися офіційні відносини | Примітки |
| ----------- | --------------------------- | --- |
| Ісландія    | 1956-05-16                  | Див. зовнішні відносини Ісландії - Румунія має почесне консульство в Рейк'явіку. Дипломатичне представництво Румунії в Ісландії обробляється посольством Румунії в Копенгагені, Данія. - Ісландія має почесне консульство в Бухаресті. Дипломатичне представництво Ісландії в Румунії обробляється Данського посольства в Бухаресті. Рівень дипломатичних відносин: - Посольський: 16 травня 1956 — 31 грудня 1963 - Посольство: з 31 грудня 1963 року графік дипломатичних відносин: - (У період з 1 грудня [18 листопада] 1918 — 17 червня 1944 року Румунія мала дипломатичні відносини з Данією, який відповідав за Королівство Ісландії закордонних справ) - з 16 травня 1956 |
| Ліхтенштейн | 1997-12-12                  | Див. зовнішні відносини Ліхтенштейн - Румунія має почесне консульство у Вадуц. Дипломатичне представництво Румунії в Ліхтенштейні обробляється посольством Румунії в Берні, в сусідній Швейцарії. - Ліхтенштейн не має дипломатичного офісу в Румунії. Ліхтенштейн дипломатичне представництво в Румунії займається посольство Швейцарії в Бухаресті. Що стосується європейських питань, дипломатичне представництво Ліхтенштейну в Румунії обробляється Ліхтенштейн місії Європейського союзу в Брюсселі, Бельгія. |
| Норвегія    | 1917-05-03                  | Див. Норвезько-Румунські відносини |
| Швейцарія   | 1911-05-09                  | Див Румунсько-Швейцарські відносини |

### Європа:Центральна Європейська асоціація вільної торгівлі (ЄАВТ)
| Країна               | Почалися офіційні відносини | Примітки |
| -------------------- | --------------------------- | --- |
| Албанія              | 1913-12-28                  | Див. зовнішні відносини Албанії - Албанія має посольство в Бухаресті. - Румунія має посольство в Тирані. Рівень дипломатичних відносин: - Посольський: 28 листопада [15 грудня] 1913 — 20 серпня 1919; 7 листопада 1924 — 15 серпня, 1939 року. - Консульство: 15 серпня 1939 — 17 березня 1948 - Посольський: 17, березня 1948 — 30 червня 1954 - Посольство: з 17 березня 1948 графік дипломатичних відносин: - 28 Фотозвіт [15 грудня] 1913 — 20 серпня 1919 - 7 листопада 1924 — 15 серпня 1939 - (У період з 15 серпня 1939 року — 9 вересня 1943 Румунія мала дипломатичні відносини з Італією, Албанія будучи частиною Італії як автономний протекторат Албанія та Італія була відповідальна за закордонних справ Албанії, хоча в Бухаресті був албанець консульство і в Тирані був консульство Румунії) - (Від 9 вересня 1943 року — 23 серпня 1944 року Румунія мала дипломатичні відносини з Німеччиною, який відповідав за державою закордонних справ Албанії, хоча в Бухаресті був і албанська консульство і в Тирані був Консульство Румунії) - з 17 березня 1948 |
| Боснія і Герцеговина | 1996-03-01                  | Див. Боснія і Герцеговина-Румунія відносини |
| Республіка Македонія | 1992                        | Див. зовнішні відносини Македонії У листопаді 1993 року Румунія відкрила генеральне консульство в Скоп'є. З 11 січня 1995 року Румунія підвищило загальну консульство в Скоп'є в посольство. 19 квітня 2007 р Румунія відкрила своє почесне консульство в Бітола. 12 листопада 2009 Македонія відкрила почесне консульство в Плоєшті. - Румунія має посольство в Скоп'є і почесне консульство в Бітола. - Македонія має посольство в Бухаресті і почесне консульство в Плоєшті. Рівень дипломатичних відносин: - Посольський: 1992 — листопад 1993 - Генеральне консульство: листопад 1993 року — 11 січня 1995 - Посольство: від 11 січня 1995 року графік дипломатичних відносин: - з 1992 року |
| Республіка Молдова   |                             | перераховані в Європі: Східній Європі у зв'язку з геополітичними причинами |
| Чорногорія           | 2006-08-09                  | Див. Чроногорсько-Румунські відносини |
| Сербія               | 1841-04-19                  | Див. Румунія-Сербія відносини Дунайські князівства Валахії та Сербії були де-факто першими державами, що визнавали один одного в дипломатичних мережах — вже до кінця 1830-х років, так як обидві монархій прагнули до формальної незалежності від Османської імперії. Одразу після їх визнання як незалежних держав, 14/26 квітня 1879 Румунське дипломатичне агентство в Белграді стало дипломатичною місією, маючи Lascăr Catargiu як міністр першого резидента. Цей статус пізніше перетворився на повноцінне посольство допускаючи більш дипломатичні та консульські справи, які тривали паралельно зі змінами сербського політичного статусу (в межах югославського королівства і республіки та країни Сербсько-Чорногорського Союзу). В даний час Румунія має посольство в Белграді, генеральне консульство в місті Вршац. Сербія має посольство в Бухаресті, генеральне консульство в Тімішоарі. Значні меншини існують по обидва боки кордону, які дуже ілюстративно інтегровані в місцеве суспільство.                                                               |

### Європа:Східна Європа (деяка частина ЄврАзЕС)
| Країна             | Почалися офіційні відносини | Примітки |
| ------------------ | --------------------------- | --- |
| Білорусь           | 1992-02-14                  | Див. зовнішніх зв'язків Білорусі Румунія визнала незалежність Білорусі від 20 грудня 1991 року і встановили дипломатичні відносини 14 лютого 1992 року Білорусь відкрила генеральне консульство в Бухаресті в 1993 році, перетворилася в посольство в 1995 році. - Румунія має посольство в Мінську. - Білорусь має посольство в Бухаресті. Рівень дипломатичних відносин: - Посольство: з 14 лютого 1992 року графік дипломатичних відносин : - з 14 лютого 1992 року |
| Республіка Молдова | 1991-08-29                  | Див. Молдовсько-Румунські відносини |
| Росія              | 1878-10-12                  | Див. Російсько-Румунські відносини |
| Україна            | 1918-02-09                  | Див. Українсько-Румунські відносини |

### Європа: Середземноморські мікростани
| Країна             | Почалися офіційні відносини | Примітки |
| ------------------ | --------------------------- | --- |
| Андорра            | 1996-06-06                  | Див. зовнішні відносини Андорри - Румунія не має дипломатичного офісу в Андоррі. Дипломатичне представництво Румунії в Андоррі обробляється посольством Румунії в Парижі, в сусідній Франції. - Андорра не має дипломатичного офісу в Румунії. Дипломатичне представництво Андорри в Румунії обробляється андоррський посольства у Відні, Австрія. |
| (Ватикан)          | 1920-06-12                  | Див. Ватикансько-Румунія відносини |
| Монако             | 1880-02-27                  | Див. зовнішні відносини Монако - Румунія не має ні дипломатичного офісу в Монако. Дипломатичне представництво Румунії в Монако обробляється посольством Румунії в Парижі в сусідній Франції. - Монако має почесне консульство в Бухаресті. Дипломатичне представництво Монако в Румунії обробляється монакських посольства в Римі, Італія. |
| Сан Марино         | 1968-11-15                  | Див. зовнішні відносини Сан-Марино Румунія відкрила своє почесне консульство в Сан-Марино в 2001 році Сан-Марино відкрила своє почесне консульство в Румунії в 2002 році. - Румунія має почесне консульство в місті Сан-Марино. Дипломатичне представництво Румунії в Сан-Марино обробляється посольством Румунії в Римі, в сусідній Італії. - Сан — Марино має почесне консульство в Бухаресті. Дипломатичне представництво Сан-Марино в Румунії обробляється посольством Сан-Марино погано розташованому в місті Сан-Марино, Сан-Марино (в штаб-квартирі Бюро із закордонних справ Сан-Марино). рівень дипломатичних відносин : - Консульство: 15 листопада 1968 — 6 лютого 1974 - Генеральне консульство 6 лютого 1974 — 20 червня 1995 - Посольство: з 20 червня 1995 графік дипломатичних відносин : - з 15 листопада 1968 року |
| Мальтійський орден | 1992                        | Див. зовнішні зв'язків Мальтійського орден - Дипломатичне представництво Румунії з СВМО обробляється посольством Румунії в Ватикані (Апостольська Столиця). - Мальтійський орден має посольство в Бухаресті. |

### Азія: Кавказ
| Країна      | Почалися офіційні відносини | Примітки |
| ----------- | --------------------------- | --- |
| Вірменія    | 1991-12-17                  | Див. Вірменсько-Румунські відносини |
| Азербайджан | 1992-06-19                  | Див. Азербайджансько-Румунські відносини |
| Грузія      | 1921-02-18                  | Див. зовнішні відносини Грузії Незабаром після Першої світової війни і після розпаду Російської імперії, Румунія визнала незалежність недовговічною Демократичної Республіки Грузія. 27 серпня 1991 року, Румунія знову визнали Грузію, так як він відновив свою незалежність. - Румунія має посольство в Тбілісі. - Грузія має посольство в Бухаресті. Рівень дипломатичних відносин: - Посольський: Лютий 18-25, 1921 - Посольство: з 25 червня 1992 року графік дипломатичних відносин: - Лютий 18-25, 1921 - з 25 червня 1992 |

### Азія: середній Схід
| Країна                     | Почалися офіційні відносини | Примітки |
| -------------------------- | --------------------------- | --- |
| Бахрейн                    | 1991-02-01                  | Див. зовнішні відносини Бахрейну - Румунія не має дипломатичного офісу в Бахрейні. Дипломатичне представництво Румунії в Бахрейні в обробляються посольства Румунії в Ер-Ріяді, в сусідній Саудівській Аравії. - Бахрейн не має дипломатичного офісу в Румунії. Дипломатичне представництво Бахрейну в Румунії невідоме. Рівень дипломатичних відносин: - Посольство: з 1 лютого 1991 року графік дипломатичних відносин: - з 1 лютого 1991 |
| Кіпр                       |                             | Зачислений в ЄС через політичні та економічні причини. |
| Іран                       | 1902-07-24                  | Див. зовнішні відносини Ірану - Румунія має посольство в Тегерані. - Іран має посольство в Бухаресті. Рівень дипломатичних відносин: - Посольський: 24 липня [11 липня] 1902 — 14 жовтня 1941; 27 червня 1946 — 25 жовтня 1965 - Посольство: з 25 жовтня 1965 року графік дипломатичних відносин: - 24 липня [ 11 липня] 1902 — 14 жовтня 1941 - з 27 червня 1946 |
| Ірак                       | 1958-08-14                  | Див. міжнародні відносини Іраку - Румунія має посольство в Багдаді. - Ірак має посольство в Бухаресті. графік дипломатичних відносин: - Посольство: з 14 серпня 1958 року графік дипломатичних відносин: - з 14 серпня 1958 |
| Ізраїль                    | 1948-06-11                  | Див. Ізраїльсько-Румунські відносини |
| Йорданія                   | 1965-04-02                  | Див. зовнішні відносини Йорданії - Румунія має посольство в Аммані. - Йорданія має посольство в Бухаресті і почесне консульство в Брашові. Рівень дипломатичних відносин: - Посольство: с 2 квітня 1965 року графік дипломатичних відносин: - починаючи с 2 квітня 1965 |
| Кувейт                     | 1963-06-10                  | Див. зовнішні відносини Кувейту Перший посол Румунії був акредитований у вересні 1974 р. Кувейтське посольство в Румунії було відкрите 16 травня 2006 року. - Румунія має посольство в Кувейті. - Кувейт має посольство в Бухаресті. Рівень дипломатичних відносин: - Посольство: з 10 червня 1963 року графік дипломатичних відносин: - починаючи з 10 червня 1963 |
| Ліван                      | 1965-01-06                  | Див. Лівансько-Румунські відносини |
| Оман                       | 1971-05-01                  | Див. зовнішні відносини Оману Дипломатичне представництво Румунії в Омані було оброблене посольством Румунії в Тегерані, Іран (між 1975—1979) і посольством Румунії в Ель-Кувейті, Кувейт (між 1986—1995). З 2002 року дипломатичне представництво Румунії в Омані обробляється посольством Румунії в Ер-Ріяді, в сусідній Саудівській Аравії. - Румунія не має дипломатичного офісу в Омані. Дипломатичне представництво Румунії в Омані обробляється посольством Румунії в Ер-Ріяді, в сусідній Саудівській Аравії. - Оман не має дипломатичного офісу в Румунії. Дипломатичне представництво Омана в Румунії обробляється Оманським посольством в Римі, Італія. Рівень дипломатичних відносин: - Посольство: з 1 травня 1971 року графік дипломатичних відносин : - з 1 травня 1971 року                                                                                         |
| Румунія                    | 1988-11-17                  | Див. Румунсько-Палестинські відносини |
| Катар                      | 1990-10-22                  | Див. зовнішні відносини Катару Катар відкрив своє посольство в Румунії в 1997 році. - Румунія має посольство в Досі. - Катар має посольство в Бухаресті. Рівень дипломатичних відносин: - Посольство: з 22 жовтня 1990 року графік дипломатичних відносин: - з 22 жовтня 1990 року |
| Саудівська Аравія          | 1995-03-13                  | Див. Румуно-Саудівсько Аравійські відносини |
| Сирія                      | 1955-08-09                  | Див. Румуно-Сирійські відносини |
| Туреччина                  | 1879-10-22                  | Див. Румуно-Турецькі відносини |
| Об'єднані Арабські Емірати | 1989-08-01                  | Див. міжнародні відносини Об'єднаних Арабських Еміратів Румунія відкрила комерційний офіс в Дубаї в 1974 році, своє посольство в червні 1990 року в Абу-Дабі, його Генеральне консульство в Дубаї в січні 1992 року, ОАЕ відкрили своє посольство в Бухаресті в грудні 2004 року. - Румунія має посольство в Абу-Дабі і генеральне консульство в Дубаї. - Об'єднані Арабські Емірати мають посольства в Бухаресті. Рівень дипломатичних відносин: - Комерційний офіс: 1974 — 1 серпня 1989 - Посольство: з 1 серпня 1989 р графік дипломатичних відносин: - з 1 серпня 1989 |
| Ємен                       | 1957-12-17                  | Див. зовнішні відносини Ємену - Румунія закрила своє посольство в Сані 3 липня 2003 р. У даний час Румунія не має дипломатичного офісу в Ємені і дипломатичне представництво Румунії в опрацьовується та обробляється посольством Румунії в Абу-Дабі, Об'єднаних Арабських Еміратах. - Ємен закрила своє посольство в Бухаресті в червні 2006 року. Нині Ємен не має дипломатичного офісу в Румунії і дипломатичне представництво Ємену займається посольством Об'єднаних Арабських Еміратів в Бухаресті. Рівень дипломатичних відносин: - Посольський: 17 грудня 1957 — 24 липня 1968 року. - Посольство: з 24 липня 1968 року. Графік дипломатичних відносин: - з 17 грудня 1957 року (у Північному Ємені, у період з 20 червня 1968 — 22 травня 1990 року Румунія також мала дипломатичні відносини з Народної Демократичної Республіки Ємен, широко відомий як Південний Ємен). |

### Азія: Центральна Азія (в основному частинаEurAsEC)
| Країна       | Почалися офіційні відносини | Примітки |
| ------------ | --------------------------- | --- |
| Казахстан    | 1992-07-15                  | Див. Зовнішня політика Казахстану Румунія визнала незалежність Казахстану 17 грудня 1991 р.. В серпні 2009 року Румунія перенесла посольство в нову столицю Казахстану, Астань. - Румунія має посольство в Астані. - Казахстан має посольство і консульство в Бухаресті. Рівень дипломатичних відносин: - Посольство: з 15 липня 1992 року графік дипломатичних відносин: - з 15 липня 1992 |
| Киргизстан   | 1992-06-15                  | Див. зовнішні відносини Киргизстану Румунія визнала незалежність Киргизстану 20 грудня 1991 року і відкрила своє почесне консульство в Бішкеку 25 травня 2006 р. - Румунія не має посольства в Киргизстані, тільки почесне консульство в Бішкеку. Дипломатичне представництво Румунії в Киргизстані опрацьовується посольством Румунії в Астані, в сусідньому Казахстані. - Киргизстан не має дипломатичного офісу в Румунії. Дипломатичне представництво Киргизстану в Румунії опрацьовується посольством Киргизстану в Києві, в сусідній Україні. Рівень дипломатичних відносин: - Посольство: з 15 червня 1992 графік дипломатичних відносин : - з 15 червня 1992 року |
| Таджикистан  | 1992-07-20                  | Див. зовнішні відносини Таджикистану Румунія визнала незалежність Таджикистану 20 грудня 1991 року. - Румунія не має дипломатичного офісу в Таджикистані. Дипломатичне представництво Румунії в Таджикистані опрацьовується посольством Румунії в Алмати, Казахстан. - Таджикистан не має дипломатичного офісу в Румунії. Дипломатичне представництво Таджикистану в Румунії невідоме. Рівень дипломатичних відносин: - Посольство: з 7 липня 1992 року графік дипломатичних відносин: - з 7 липня 1992 року |
| Туркменістан | 1992-07-20                  | Див. зовнішніх зв'язків Туркменістану Румунія визнала незалежність Туркменістану 20 грудня 1991 року. - Румунія має посольство в Ашхабаді. - Туркменістан має посольство в Бухаресті. Рівень дипломатичних відносин: - Посольство: з 7 липня 1992 року графік дипломатичних відносин: - з 7 липня 1992 року |
| Узбекистан   | 1995-10-06                  | Див. Румунсько-Узбекистанські відносини |

### Азія: Південна Азія (SAARC)
| Країна     | Почалися офіційні відносини | Примітки |
| ---------- | --------------------------- | --- |
| Афганістан | 1958-06-05                  | Див. зовнішні зв'язки Афганістану - Румунія не має дипломатичного офісу в Афганістані. Дипломатичне представництво Румунії в Афганістані опрацьовується посольством Румунії в Ісламабаді, в сусідньому Пакистані. - Афганістан не має дипломатичного офісу в Румунії. Дипломатичне представництво Афганістану в Румунії опрацьовується посольством Афганістану в Варшаві, Польща. Рівень дипломатичних відносин: - Посольський: 5 червня 1958 р — 26 грудня 1969 - Посольство: з 26 січня 1969 року графік дипломатичних відносин: - з 5 червня 1958 року                                                                            |
| Бангладеш  | 1972-06-29                  | Див. зовнішні відносини Бангладеш Румунія тимчасово закрила своє посольство в Бангладеші. Бангладеш тимчасово закрила своє посольство в Румунії. - Румунія не має посольства в Бангладеші, тільки почесне консульство в Дацці. Дипломатичне представництво Румунії в Бангладеш опрацьовується посольством Румунії в Нью-Делі, в сусідній Індії. - Бангладеш не має дипломатичного офісу в Румунії. Дипломатичне представництво Бангладеш в Румунії опрацьовується Бангладешським посольством в Парижі, Франція. Рівень дипломатичних відносин: - Посольство: з 29 червня 1972 року графік дипломатичних відносин: - з 29 червня 1972 |
| Індія      | 1948-12-14                  | Див. зовнішні відносини Індії Румунія відкрила своє посольство в Нью-Делі в 1955 році а Індія відкрила своє посольство в Бухаресті в 1959 році. - Румунія має посольство в Нью-Делі, генеральне консульство в Мумбаї і почесне консульство в Калькутті. - Індія має посольство в Бухаресті і почесне консульство в Тімішоарі. Рівень дипломатичних відносин: - Посольський: 14 грудня 1948 — 11 листопада 1957 - Посольство: з 11 листопада 1957 року графік дипломатичних відносин: - з 14 грудня 1948 |
| Мальдіви   | 1979-11-01                  | Див. зовнішні відносини Мальдіви - Румунія не має дипломатичного офісу на Мальдівах. Дипломатичне представництво Румунії на Мальдівах опрацьовується посольством Румунії в Нью-Делі, Індія. - Мальдіви не мають дипломатичного офісу в Румунії. Дипломатичне представництво Мальдівах в Румунії опрацьовується Мальдівським посольством в Лондоні, Велика Британія. Рівень дипломатичних відносин: - Посольство: з 11 листопада 1979 графік дипломатичних відносин: - з 11 листопада 1979 |
| Непал      | 1968-04-20                  | Див. зовнішні відносини Непал - Румунія не має дипломатичного офісу в Непалі. Дипломатичне представництво Румунії в Непалі опрацьовується посольства Румунії в Нью-Делі, в сусідній Індії. - Непал не має дипломатичного офісу в Румунії. Дипломатичне представництво Непалу в Румунії опрацьовується непальським посольством в Москві, Росія. Рівень дипломатичних відносин: - Посольство: з 20 квітня 1968 року графік дипломатичних відносин: - з 20 квітня 1968 |
| Пакистан   | 1964-10-15                  | Див. Пакистансько-Румунські відносини |
| Шрі-Ланка  | 1957-09-15                  | Див. Міжнародні відносини Шрі-Ланка - Румунія має посольство в Коломбо. - Шрі-Ланка не має дипломатичного офісу в Румунії. Місію дипломатичного представництва Шрі-Ланки в Румунії опрацьовується Шрі-Ланським посольством у Варшаві, Польща. Дипломатичні відносини Рівень: - посольський: 15, вересня 1957 — 23 березня 1966 - Посольство: з 23 березня 1966 графік дипломатичних відносин : - з 15 вересня 1957 року |

### Азія: Східна Азія
| Країна                       | Почалися офіційні відносини | Примітки |
| ---------------------------- | --------------------------- | --- |
| Китайська Народна Республіка | 1949-10-05                  | Див. Китайсько - Румунські відносини |
| Японія                       | 1902-06-18                  | Див. Зовнішні відносини Японії - Румунія має посольство в Токіо і 4 почесні консульства (Атамі, Нагоя, Осака і Йокогама). - Японія має посольство в Бухаресті. Рівень дипломатичних відносин: - Посольський: 18 червня [ 5 червня] 1902 — 31 жовтня 1944; 1 вересня 1959 — 1 червня 1964 - Посольство: з 1 червня 1964 року графік дипломатичних відносин: - 18 червня [5 червня] 1902 — 31 жовтня 1944 - з 1 вересня 1959                                                          |
| Північна Корея               | 1948-10-26                  | Див. зовнішні відносини Північної Кореї - Румунія має посольство в Пхеньяні. - Корейська Народно-Демократична Республіка Корея має посольство в Бухаресті. Рівень дипломатичних відносин: - Посольство: з 26 жовтня 1948 року графік дипломатичних відносин: - з 26 жовтня 1948 року |
| Монголія                     | 1950-04-29                  | Див. Зовнішня політика Монголії - Румунія має почесне консульство в Улан-Баторі. дипломатичне представництво Румунії в Монголії обробляється посольством Румунії в Пекіні, в Народній Республіці Китай. - Монголія має почесне консульство в Бухаресті. Монгольським дипломатичним представництвом в Румунії займається монгольське посольство в Софії (Болгарія). Рівень дипломатичних відносин: - Посольство: з 29 квітня 1950 графік дипломатичних відносин : - з 29 квітня 1950 |
| Південна Корея               | 30 March 1990               | Див. Румунсько-Південно Корейські відносини - Встановлення дипломатичних відносин між Румунією та Південною Кореєю почались з інвестицій 30 березня 1990 р. - Південна Корея інвестувала в Румунію в 2012 році близько 560 мільйонів доларів. - Південна Корея має посольство в Румунії. - Румунія має посольство в Сеулі. - Двостороння торгівля в 2014 - Експорт 5,98 мільйона доларів США - Імпорт 6.42 мільйонів доларів США                                                    |

### Азія: Південно-Східна Азії (в основномуASEAN)
| Країна       | Почалися офіційні відносини | Примітки |
| ------------ | --------------------------- | --- |
| Бруней       | 1994-04-15                  | Див. зовнішні відносини Бруней - Румунія не має дипломатичного офісу в Брунеї. Дипломатичне представництво Румунії в Брунеї обробляється посольством Румунії в Куала-Лумпур, в сусідній Малайзії. - Бруней не має дипломатичного офісу в Румунії. Дипломатичне представництво Брунею в Румунії невідоме. Рівень дипломатичних відносин: - 15 квітня 1994 графік дипломатичних відносин: - 15 квітня 1994 |
| Камбоджа     | 1963-01-10                  | Див. зовнішні відносини Камбоджі - Румунія не має дипломатичного офісу в Камбоджі. Дипломатичне представництво Румунії в Камбоджі обробляється посольством Румунії в Ханої, в сусідньому В'єтнамі. - Камбоджа не має дипломатичного офісу в Румунії. Дипломатичне представництво Камбоджі в Румунії обробляється камбоджійським посольством в Москві, Росія. Рівень дипломатичних відносин: - з 10 січня 1963 року графік дипломатичних відносин: - з 10 січня 1963 року |
| Індонезія    | 1950-02-20                  | Див. зовнішня політика Індонезії - Румунія має посольство в Джакарті. - Індонезія має посольство в Бухаресті. Рівень дипломатичних відносин: - Посольський: 20 Лютого, 1950 — 9 червня 1960 - Посольство: з 9 червня 1960 графік дипломатичних відносин: - починаючи з 20 лютого 1950 |
| Лаос         | 1962-11-28                  | Див. зовнішні відносини Лаос - Румунія не має дипломатичного офісу в Лаосі. Дипломатичне представництво Румунії в Лаосі обробляється посольством Румунії в Бангкоку, в сусідньому Таїланді. - Лаос не має дипломатичного офісу в Румунії. Дипломатичне представництво Лаосу в Румунії обробляється Лаоським посольством в Москві, Росія. Рівень дипломатичних відносин: - Посольство: з 28 листопада 1962 Рівень дипломатичних відносин: - з 28 листопада 1962 |
| Малайзія     | 1969-03-22                  | Див. Малайзійсько-Румунські відносини - Румунія має посольство в Куала-Лумпур. - Малайзія має посольство в Бухаресті. графік дипломатичних відносин: - з 22 березня 1969 |
| М'янма       | 1956-03-15                  | Див. зовнішні відносини М'янми - Румунія мала посольство в Янгоні, але воно було закрите. Тепер там немає дипломатичного офісу Румунії в М'янмі і дипломатичне представництво Румунії в М'янмі обробляється посольством Румунії в Бангкоку, в сусідньому Таїланді. - М'янма не має дипломатичного офісу в Румунії. Дипломатичне представництво М'янми в Румунії обробляється бірманським посольством в Белграді в сусідній Сербії. Рівень дипломатичних відносин: - Посольський: 15 березня 1956 р. — 3 січня 1962 - Посольство: з 3 січня 1962 року графік дипломатичних відносин: - з 15 березня 1956 |
| Філіппіни    | 1972-03-10                  | Див. Філіппінсько-Румунські відносини |
| Сінгапур     | 1967-05-30                  | Див. міжнародні відносини Сінгапуру У лютому 2002 року президент Румунії Іон Ілієску зробив офіційний візит до Сінгапуру. У березні 2002 року Румунія і Сінгапур підписали угоду про уникнення подвійного оподаткування. У листопаді 2008 року в Сінгапурі було підписано угоду про відкрите небо (OSA) з Румунією, щоб забезпечити велику гнучкість на авіапослуги. У 2000 році товарообіг між Румунією і Сінгапуром склав 15,5 млн $, приблизно збалансований. Румунський ринок із відносно дешевою і кваліфікованою робочою силою та вигідні податкові законодавства, є привабливі для декількох сінгапурських компаній, які створили спільні підприємства в Румунії. «Форте» створена в 1990 році як спільне Румуно-Сінгапурське підприємство для складання комп'ютера, як приклад. Проте у 2006 році «Форте» була придбана компанією Сіменс. - Румунія має посольство в Сінгапурі. - Сінгапур не має дипломатичного офісу в Румунії. Дипломатичне представництво Сінгапуру в Румунії обробляється сінгапурським посольством в Москві, Росія. Рівень дипломатичних відносин: - Посольство: з 30 травня 1967 року графік дипломатичних відносин: - з 30 травня 1967 року |
| Таїланд      | 1973-06-01                  | Див. зовнішні відносини Таїланду - Румунія має посольство в Бангкоку і почесне консульство в Паттайї. - Таїланд має посольство в Бухаресті. Рівень дипломатичних відносин: - Посольство: з 1 червня 1973 року. Графік дипломатичних відносин: - з 1 червня 1973 року. |
| СхіднийТимор |                             | Див. зовнішні відносини Східного Тимору - Румунія не має дипломатичного офісу в Східному Тиморі. Дипломатичне представництво Румунії в Східному Тиморі обробляється посольством Румунії в Джакарті, в сусідній Індонезії. - Східний Тимор не має дипломатичного офісу в Румунії. Дипломатичне представництво Східного Тимору в Румунії невідоме. |
| В'єтнам      | 1950-02-03                  | Див. міжнародні відносини В'єтнаму - Румунія має посольство в Ханої і почесне консульство в Хошиміні. - Соціалістична Республіка В'єтнам має посольство в Бухаресті. Рівень дипломатичних відносин: - Посольство: з 3 лютого 1950 року. Графік дипломатичних відносин: - з 3 лютого 1950 року (у період з 26 червня 1969 року по 2 липня 1976 року Румунія також мала дипломатичні відносини на посольському рівні з Республікою В'єтнам, широко відомим як Південний В'єтнам). |

### Африка:Союз арабського Магрибу(AMU)
| Країна     | Почалися офіційні відносини | Примітки |
| ---------- | --------------------------- | --- |
| Алжир      | 1962-04-14                  | Див. Зовнішня політика Алжиру Посольство Румунії в Алжирі було відкрите в 1963 році. Перший посол Румунії вступив на посаду 5 травня 1963 року. Алжир відкрив своє посольство в Бухаресті в 1982 році. - Румунія має посольство в Алжирі. - Алжир має посольство в Бухаресті. Рівень дипломатичних відносин: - Посольство: з 14 квітня 1962 року Графік дипломатичних відносин: - У період з 20 лютого [8 лютого] 1880 — 9 серпня 1944 року і 1 березня, 1945 р — 14 квітня 1962 року Румунія мала дипломатичні відносини з Францією, французький Алжир є частиною Франції. - з 14 квітня 1962 р. |
| Лівія      | 1974-02-14                  | Див. зовнішні відносини Лівії 25 липня 2007 Лівія закрила своє посольство (в списку в «Народному бюро») в Румунії через фінансові проблеми. У липні 2010 року Лівія знову відкрили своє посольство (в списку в «Народному бюро») в Румунії. У вересні 2009 року через відсутність посольства в Румунії (закритого 25 липня 2007 року), Лівія відкрила генконсульство (в списку в «Бюро економічного співробітництва») в Бухаресті. Генконсульство було перетворено в посольство в липні 2010 року, коли Лівія знову відкрили своє посольство в Румунії. - Румунія має посольство в Триполі. - Лівія має посольство (у списку в «Народному бюро») в Бухаресті. рівень дипломатичних відносин (для Лівії): - Посольство (в списку «Народного бюро») 14 лютого 1974 — 25 липня 2007 - Генеральне консульство (у списку «Бюро економічного співробітництва»): 25 липня 2007 — вересень 2009 року - Посольство (в списку «Народного бюро»): з вересня 2009 року рівень дипломатичних відносин (для Румунії): - Посольство: з 14 лютого 1974 року графік дипломатичних відносин: - (Від 6 листопада [24 листопада] 1879 — 5 жовтня [18 жовтня] 1912 Румунія мала дипломатичні відносини з Туреччиною (широко відомою як Османська імперія), Лівія будучи частиною Османської імперії як Вилаєт Триполітанії і Каймакамлік Феццану. - (Від 5 жовтня [ 18 жовтня] 1912—1943 року, Румунія мала дипломатичні відносини з Італією. Італійська Лівія адмініструється Італії як італійський протекторат (5 жовтня [ 18 жовтня] 1912 — 17 травня 1919 року в Киренаїки, жовтень 5 [ 18 жовтня] 1912 — 26 червня 1927 року в Триполітанії і 5 жовтня [ 18 жовтня] 1912 — 1 січня 1934 року в Феззане), як окремі колонії (Киренаїки колонії між 17 травня 1919 р по 24 грудня 1929 року, був об'єднаний в колонію Триполітанії і Триполітанійські колонії між 26 червня 1927 року — 1 січня, 1934), як одна колонія (Лівійські колонії охоплює Триполітанія Киренаїки і Феззані в період з 1 січня 1934 року і до 1 липня 1937 року), а також як колонії і території (Феззан був розколотий із Лівійськими колоніями як Territorio Sahara Libico або «Південний військовий край» З військовою адміністрацією на 1 липня 1934 року народження, Лівійська колонія продовжує існувати охоплюючи тільки Триполітанію і Киренаїку до 9 січня 1939 року, коли воно інтегрувало в метрополію Італії). Між 9 січня 1939—1942 / 1943, Триполітанія (окупована Великою Британією від 23 січня 1943 року) і Киренаїка (окупована Великою Британією 20 листопада 1942 р.) були частиною Італії провінції Триполі, Бенгазі провінції, провінції Дерна і область Місрата. Феззан керувався як Territorio Sahara Libico або «Південний військовий край» до 16 січня 1943 року, коли він був окупований Францією). - (Від 7 лютого 1946 по 1 березня 1949 року Румунія мала дипломатичні відносини зі Сполученим Королівством, які адмініструються в Киренаїці як частині території Італії до 15 вересня 1947 року і як пряма Британська окупація в період з 15 вересня 1947 року по 1 березня 1949 року, коли був заснований емірат Киренаїка, але тільки Велика Британія визнала емірат Киренаїки) - (Від 7 лютого 1946 року по 24 грудня 1951 року Румунія мала дипломатичні відносини з Сполученим Королівством, що адмініструє Триполітанію як частину території Італії до 15 вересня 1947, як пряма британська окупація в період з 15 вересня 1947 року до 21 листопада 1949 року, під наглядом ООН в період з 21 листопада 1949 року по 24 грудня 1951 року, коли Королівство Лівії було засноване) - (У період з 16 січня 1943 по 9 серпня 1944 року і з 1 березня 1945 року по 24 грудня 1951 року Румунія мала дипломатичні відносини з Францією, що адмініструється Феззане як італійське Territorio Sahara Libico або «Південно військовий край» до 15 вересня 1947, як скерувала Французька окупація в період з 15 вересня 1947 року по 21 листопада 1949 року і 24 грудня, а також під наглядом ООН від 21 листопада 1949 року по 24 грудня 1951 р.) - з 14 лютого 1974 року. |
| Мавританія | 1965-01-15                  | Див. зовнішніх зв'язків Мавританії Румунія відкрила своє посольство в Мавританії в 1972 році, але його закрили через фінансові проблеми в 1997 році Мавританія відкрила своє посольство в Румунії в 1977 році, але закрили через фінансові питання в лютому 1996 року. - Румунія не має посольства в Мавританії, тільки почесне консульство в Нуакшоті. Дипломатичне представництво Румунії в Мавританії обробляється посольством Румунії в Дакарі, в сусідньому Сенегалі. - Мавританія не має дипломатичного офісу в Румунії. Дипломатичне представництво Мавританії в Румунії обробляється мавританської посольства в Римі, Італія. Рівень дипломатичних відносин: - Посольство: з 15 січня 1965 року графік дипломатичних відносин: - з 15 січня 1965 року |
| Марокко    | 1962-02-20                  | Див. Мароккансько-Румунські відносини |
| Туніс      | 1963-12-16                  | Див. Тунісько-Румунські відносини |

### Африка:Економічне співтовариство країн Західної Африки(ECOWAS)
| Країна       | Почалися офіційні відносини | Примітки |
| ------------ | --------------------------- | --- |
| Бенін        | 1962-06-29                  | Див. зовнішні відносини Бенін - Румунія не має дипломатичного офісу в Беніні. Дипломатичне представництво Румунії в Беніні обробляється посольством Румунії в Абуджі, в сусідній Нігерії. - Бенін не має дипломатичного офісу в Румунії. Дипломатичне представництво Беніну в Румунії займається ліванське посольство в Москві, Росія. Рівень дипломатичних відносин: - Посольство: з 29 червня 1962 графік дипломатичних відносин : - з 29 червня 1962 року |
| Буркіна-Фасо | 1968-04-13                  | Див. зовнішні відносини Буркіна-Фасо Румунія визнала незалежність Буркіна-Фасо 7 серпня 1960, через два дні після того як країна оголосила про свою незалежність. 17 березня 2003 року Румунія відкрила в Уагадугу своє почесне консульство. - Румунія не має посольства в Буркіна-Фасо, тільки почесне консульство в Уагадугу. Дипломатичне представництво Румунії в Буркіна-Фасо обробляється посольством Румунії в Дакарі, Сенегал. - Буркіна-Фасо не має дипломатичного офісу в Румунії. Дипломатичне представництво Буркіна-Фасо в Румунії зорганізовується Буркіна-Фасо посольство в Парижі, Франція. Рівень дипломатичних відносин: - Посольство: з 13 квітня 1968 року графік дипломатичних відносин: - з 13 квітня 1968 |
| Кабо-Верде   | 1975-09-17                  | Див. зовнішні відносини Кабо-Верде Спочатку, дипломатичне представництво Румунії в Кабо-Верде булу зорганізоване посольством Румунії в Конакрі, Гвінея, але після закриття цього посольства на 10 липня 1999 року дипломатичне представництво Румунії в Кабо-Верде зорганізувалося посольством Румунії в Дакарі, в сусідньому Сенегалі. - Румунія не має посольство в Кабо-Верде, тільки почесне консульство в Прая. Дипломатичне представництво Румунії в Кабо-Верде організовується посольством Румунії в Дакарі, в сусідньому Сенегалі. - Кабо-Верде не має дипломатичного посольства в Румунії. Дипломатичне представництво Кабо-Верде в Румунії здійснюється посольством Кабо-Верде в Москві, Росія. Рівень дипломатичних відносин: - Посольство: з 17 вересня 1975 року графік дипломатичних відносин: - починаючи з 17 вересня 1975 |
| Кот-д'Івуар  | 1967-05-17                  | Див. зовнішні відносини Кот-д'Івуару Румунія закрила своє посольство в Абіджані в травні 1983 року через фінансові проблеми. - Румунія не має посольства в Кот-д'Івуарі, тільки почесне консульство в Абіджані. Дипломатичне представництво Румунії в Кот-д'Івуарі здійснюється посольством Румунії в Дакарі, Сенегал. - Кот-д'Івуар не має дипломатичного офісу в Румунії. Дипломатичне представництво Кот-д'Івуара в Румунії займається івуарійськом посольства в Берліні, Німеччина. Рівень дипломатичних відносин: - Посольство: з 17 травня 1967 року графік дипломатичних відносин: - З 17 травня 1967 |
| Гамбія       | 1971-07-30                  | Див. зовнішні відносини Гамбія Румунія не має дипломатичного офісу в Гамбії. - Дипломатичне представництво Румунії в Гамбії здійснюється посольством Румунії в Дакарі, в сусідньому Сенегалі. Гамбія не має дипломатичного офісу в Румунії. Дипломатичне представництво Гамбії в Румунії здійснюється посольством Гамбії в Парижі, Франція. Рівень дипломатичних відносин: Посольство: - з 30 липня 1971 року графік дипломатичних відносин : - з 30 липня 1971 року |
| Гана         | 1961-08-10                  | Див. зовнішні відносини Гана Румунія не має дипломатичного офісу в Гані. Дипломатичне представництво Румунії в Гані здійснюється посольством Румунії в Абуджа, Нігерія. Гана не має посольства в Румунії, тільки почесне консульство в Бухаресті. Дипломатичне представництво Гани в Румунії здійснюється посольством ганського в Белграді, в сусідній Сербії. Рівень дипломатичних відносин: - Посольство: з 10 серпня 1961 року графік дипломатичних відносин: - починаючи з 10 серпня 1961 |
| Гвінея       | 1958-11-14                  | Див. зовнішні відносини Гвінеї Румунія визнала незалежність Гвінеї від 9 жовтня 1958 р. Обидві країни встановили дипломатичні відносини 14 листопада 1958 року та було відкрито посольство Румунії в Конакрі 14 листопада 1961 року як перше посольство Румунії в країнах Африки на південь від Сахари. Через фінансові проблеми, румунське посольство було закрито 10 липня 1999 року. Гвінея відкрила своє посольство в Бухаресті 14 квітня 1974 року народження, але закрив його в червні 1988 року через фінансові проблеми. - Румунія не має посольства в Гвінеї, тільки почесне консульство в Конакрі. Дипломатичне представництво Румунії в Гвінеї обробляється посольством Румунії в Дакарі, в сусідньому Сенегалі. - Гвінея не має посольства в Румунії, тільки почесне консульство в Бухаресті. Дипломатичне представництво Гвінеї в Румунії займається гвінейське посольство в Белграді, в сусідній Сербії. Рівень дипломатичних відносин: - Посольство: з 14 листопада 1958 року графік дипломатичних відносин: - починаючи з 14 листопада 1958 |
| Гвінея-Бісау | 1973-11-16                  | Див. зовнішні відносини Гвінеї-Бісау Румунія відкрила своє почесне консульство в Гвінеї-Бісау 2 вересня 2005 року. - Румунія не має посольства в Гвінеї-Бісау, тільки почесне консульство в Бісау. Дипломатичне представництво Румунії в Гвінеї-Бісау обробляється посольством Румунії в Дакарі, в сусідньому Сенегалі. - Гвінея-Бісау не має дипломатичного офісу в Румунії. Дипломатичне представництво Гвінеї-Бісау в Румунії обробляється Бісау-гвінейським посольством в Москві, Росія. Рівень дипломатичних відносин: - Посольство: з 16 листопада 1973 року графік дипломатичних відносин: - з 16 листопада 1973 |
| Ліберія      | 1972-04-30                  | Див. зовнішні відносини Ліберії - Румунія не має дипломатичного офісу в Ліберії. Дипломатичне представництво Румунії в Ліберії обробляється посольством Румунії в Абуджа, Нігерія. - Ліберія не має дипломатичного офісу в Румунії. Дипломатичне представництво Ліберії в Румунії здійснюється ліберійським посольства в Парижі, Франція. Рівень дипломатичних відносин: - Посольство: з 30 квітня 1972 року графік дипломатичних відносин: - з 30 квітня 1972 |
| Малі         | 1960-12-01                  | Див. зовнішні відносини Малі Румунія визнала незалежність Малі 10 жовтня 1960 року і встановила дипломатичні відносини з 1 грудня 1960 року. - Румунія не має посольства в Малі, тільки почесне консульство в Бамако. Дипломатичне представництво Румунії в Малі обробляється посольством Румунії в Дакарі, в сусідньому Сенегалі. - Малі не має дипломатичного офісу в Румунії. Дипломатичне представництво Малі в Румунії здійснюється посольством Маліен в Парижі, Франція. Рівень дипломатичних відносин: - Посольство: з 1 грудня 1960 графік дипломатичних відносин: - з 1 грудня 1960 |
| Нігер        | 1969-06-20                  | Див. зовнішні відносини Нігер - Румунія не має посольства в Нігерії, тільки почесне консульство в Ніамеї. Дипломатичне представництво Румунії в Нігері обробляється посольством Румунії в Триполі, в сусідній Лівії. - Нігер не має дипломатичного офісу в Румунії. Дипломатичне представництво Нігеру в Румунії обробляється нігерійського посольства в Берліні, Німеччина. Рівень дипломатичних відносин: - Посольство: з 20 червня 1969 року графік дипломатичних відносин: - з 20 червня 1969 |
| Нігерія      | 1966-11-12                  | Див. зовнішні відносини Нігерії Румунія відкрила своє посольство в Нігерії в 1968 році і перемістила її в Абуджі в 2001 році. Нігерія відкрила своє посольство в Румунії в 1974 році. - Румунія має посольство в Абуджі та 4 почесних консульства (в Бенін-Сіті, Кано, Лагос і Порт-Харкорт). - Нігерія має посольство в Бухаресті. Рівень дипломатичних відносин: - Посольство: з 12 листопада 1966 графік дипломатичних відносин: - з 12 листопада 1966 - 3 квітня 1977 року президент Румунії Ніколає Чаушеску відвідав Нігерію. |
| Сенегал      | 1965-11-05                  | Див. зовнішні відносини Сенегалу Румунія відкрила своє посольство в Сенегалі в лютому 1977 року. - Румунія має посольство і консульство в Дакарі. - Сенегал не має посольства в Румунії, тільки почесне консульство в Бухаресті. Дипломатичне представництво Сенегалу в Румунії здійснюється сенегальським посольством в Берліні, Німеччина. Рівень дипломатичних відносин: - Посольство: з 5 листопада 1965 року графік дипломатичних відносин: - починаючи з 5 листопада 1965 |
| Сьєрра-Леоне | 1964-01-15                  | Див. зовнішні відносини Сьєрра-Леоне - Румунія не має дипломатичного офісу в Сьєрра-Леоне. Дипломатичне представництво Румунії в Сьєрра-Леоне обробляється посольством Румунії в Абуджа, Нігерія. - Сьєрра-Леоне не має дипломатичного офісу в Румунії. Дипломатичне представництво Сьєрра-Леоне в Румунії займається посольство Сьєрра-Леоне в Москві, Росія. Рівень дипломатичних відносин: - Посольство: з 15 січня 1964 року графік дипломатичних відносин: - з 15 січня 1964 року |
| Того         | 1971-01-12                  | Див. зовнішні відносини Того - Румунія не має посольства в Того, тільки почесне консульство в Ломе. Дипломатичне представництво Румунії в Того обробляється посольством Румунії в Абуджа, Нігерія. - Того не має дипломатичного офісу в Румунії. Дипломатичне представництво Того в Румунії обробляється Тоголезьким посольством в Москві, Росія. Рівень дипломатичних відносин: - Посольство: 12 січня 1971 графік дипломатичних відносин: - з 12 січня 1971 року |

### Африка:Економічне співтовариство держав Центральної Африки (ЕСЦАГ)
| Країна                            | Почалися офіційні відносини | Примітки |
| --------------------------------- | --------------------------- | --- |
| Ангола                            |                             | Перераховано в списку в Африці: Співтовариство розвитку Півдня Африки (САДК) через географічні причини. Ангола є членом обох громад. |
| Бурунді                           |                             | Перераховано в списку в Африці:Східно-африканська спільнота (EAC) у зв'язку з політичними і економічними причинами. Бурунді є членом обох громад. |
| Камерун                           | 1970-05-15                  | Див. зовнішніх зв'язків Камеруну - Румунія не має дипломатичного офісу в Республіці Камерун. Дипломатичне представництво Румунії в Камеруні обробляється посольством Румунії в Абуджі, в сусідній Нігерії. - Республіка Камерун не має дипломатичного офісу в Румунії. Дипломатичне представництво Камеруну в Румунії займається камерунським посольством в Москві, Росія. Рівень дипломатичних відносин: - Посольство: з 15 травня 1970 графік дипломатичних відносин: - з 15 травня 1970 |
| Центрально-Африканська Республіка | 1969-02-06                  | Див. зовнішні зв'язки Центрально-Африканської Республіки Посольство Румунії в Бангі було відкрите в 1970 році і закрите в 1996 році. Румунське почесне консульство в Бангі було відкрите рік тому, в 1997 році. Було відкрите Центральне Африканське посольство в Бухаресті в 1970 році і закрите в 1980 році. - Румунія не має посольства в Центрально-Африканській Республіці, тільки почесне консульство в Бангі. Дипломатичне представництво Румунії в Центрально-Африканській Республіці здійснюється Румунським посольством в Хартумі, в сусідньому Судані. - Центрально-Африканська Республіка не має дипломатичного офісу в Румунії. Дипломатичне представництво Центрально-Африканської Республіки в Румунії здійснюється Центральним Африканським посольством в Белграді, в сусідній Сербії. Рівень дипломатичних відносин: - Посольство: з 6 лютого 1969 року графік дипломатичних відносин: - з 6 лютого 1969 року |
| Чад                               | 1969-07-15                  | Див. Чад-Румунія відносини |
| Демократична Республіка Конго     | 1966-10-14                  | Див. зовнішні відносини Демократичної Республіки Конго Румунія тимчасово закрила посольство в Кіншасі 17 жовтня 1999 року. - Румунія не має дипломатичного офісу в Демократичній Республіці Конго. Дипломатичне представництво Румунії в ДР Конго обробляється посольством Румунії в Луанді, в сусідній Анголі. - Демократична Республіка Конго має посольство в Бухаресті. Рівень дипломатичних відносин: - Посольство: з 14 жовтня 1966 року графік дипломатичних відносин: - з 14 жовтня 1966 |
| Республіка Конго                  | 1968-08-21                  | Див. зовнішні зв'язки Республіки Конго - Румунія не має посольства в Республіці Конго, тільки почесне консульство в Пуент-Нуар. Дипломатичне представництво Румунії в Конго обробляється посольством Румунії в Луанді, в сусідній Анголі. - Республіка Конго має посольство в Бухаресті. Рівень дипломатичних відносин: - Посольство: з 21 серпня 1968 графік дипломатичних відносин: - з 21 серпня 1968 |
| Республіка Екваторіальна Гвінея   | 1972-03-09                  | Див. зовнішні відносини Екваторіальної Гвінеї - Румунія не має дипломатичного представництва в Республіці Екваторіальна Гвінея. Дипломатичне представництво Румунії в Екваторіальній Гвінеї обробляється посольством Румунії в Абуджі, в Нігерії. - Республіка Екваторіальна Гвінея не має посольства в Румунії, тільки почесне консульство в Бухаресті. Дипломатичне представництво Екваторіальної Гвінеї в Румунії невідомо. Рівень дипломатичних відносин: - Посольство: з 3 березня 1972 графік дипломатичних відносин: - починаючи з 3 березня 1972 |
| Габон                             | 1972-10-19                  | Див. зовнішні відносини Габон - Румунія не має дипломатичного офісу в Республіці Габон. Дипломатичне представництво Румунії в Габоні обробляється посольством Румунії в Абуджі, в Нігерії. - Габонська Республіка не має дипломатичного офісу в Румунії. Дипломатичне представництво Габону в Румунії обробляється Габонським посольством в Москві (Росія). Рівень дипломатичних відносин: - Посольство: з 19 жовтня 1972 р. графік дипломатичних відносин: - з 19 жовтня 1972 р. |
| Руанда                            |                             | Перераховано в списку в Африці: Східно-африканська спільнота в зв'язку з політичних та економічних причин. Руанда є членом обох громад. |
| Сан-Томе і Принсіпі               | 1975-07-12                  | Див. зовнішні відносини Сан-Томе і Принсіпі - Румунія не має дипломатичного офісу в Демократичній Республіці Сан-Томе і Принсіпі. Дипломатичне представництво Румунії в Сан-Томе і Принсіпі обробляється посольством Румунії в Луанді, Ангола. - Демократична Республіка Сан-Томе і Принсіпі не має дипломатичного офісу в Румунії. Дипломатичне представництво Сан-Томе і Принсіпі в Румунії невідомо. Рівень дипломатичних відносин: - Посольство: з 12 липня 1975 року графік дипломатичних відносин: - з 12 липня 1975 |

### Африка: Північний-Захід і кут Африки (в основномуIGAD)
| Країна          | Почалися офіційні відносини | Примітки |
| --------------- | --------------------------- | --- |
| Джибуті         | 1978-05-18                  | Див. зовнішні відносини Джибуті - Румунія не має дипломатичного офісу в Республіці Джибуті. Дипломатичне представництво в Румунії здійснюється посольством в Каїрі, Єгипет. - Республіка Джибуті не має дипломатичного офісу в Румунії. Дипломатичним представництвом Джибуті займається посольство в Парижі, Франція. Рівень дипломатичних відносин: - Посольство: з 18 травня 1978 року графік дипломатичних відносин: - з 18 травня 1978 |
| Єгипет          | 1906-04-01                  | Див. зовнішні відносини Єгипту - Румунія має посольство в Каїрі. - Арабська Республіка Єгипет має посольство в Бухаресті. Рівень дипломатичних відносин: - Дипломатична Агентство: 1 квітня [19 березня] 1906 — 3 квітня 1926 - Посольський 3 квітня 1926 — 15 грудня 1941; 2 квітня 1947 — 1 квітня 1957 - Посольство: з 1 квітня 1957 року графік дипломатичних відносин: - (Від 6 грудня 1879 р — 1 квітня 1906 року, Румунія мала дипломатичні відносини з Туреччиною (Османською імперією) яка була відповідальна за Єгипетський Кхедіват щодо закордонні справи) - 1 квітня [ 19 березня] 1906 — 15 грудня 1941 - починаючи з 2 квітня 1947 |
| Еритрея         | 1993-11-23                  | Див. зовнішні відносини Еритреї - Румунія не має дипломатичного офісу в державі Еритрея. Дипломатичне представництво в Румунії обробляється посольством Румунії в Каїрі, Єгипет. - Держава Еритрея не має дипломатичного офісу в Румунії. Дипломатичне представництво Еритреї займається еритрейським посольством в Москві, Росія. Рівень дипломатичних відносин: - Посольство: з 23 листопада 1993 року графік дипломатичних відносин: - з 23 листопада 1993 |
| Ефіопія         | 1957-07-02                  | Див. зовнішні відносини Ефіопія - Румунія має посольство в Аддіс-Абебі. Федеративна Демократична Республіка Ефіопія не має дипломатичного офісу в Румунії. Дипломатичне представництво Ефіопії обробляється посольством Ефіопії у Відні, Австрія. Дипломатичні відносини Рівень: - посольський 2 липня 1957 року — 11 грудня 1966 - Посольство: з 11 грудня 1966 графік дипломатичних відносин: - (між 1936—1941, Румунія мала дипломатичні відносини з Італією, які відповідали за закордонні справи Італійської Східної Африки) - з 2 липня 1957 |
| Сомалі          | 1965-07-10                  | Див. зовнішні відносини Сомалі Румунія відкрила своє посольство в Сомалі в 1983 р. Сомалі відкрила своє посольство в Румунії в січні 1988 року, обидві країни закрили свої посольства в січні 1991 року. - Румунія не має дипломатичного представництва в Республіці Сомалі. Дипломатичне представництво в Румунії обробляється посольством Румунії в Хартумі, Судан. - Республіка Сомалі не має дипломатичного офісу в Румунії. Дипломатичне представництво для Сомалі обробляється сомалійського посольства в Москві, Росія. Рівень дипломатичних відносин: - Посольство: з 10 липня 1965 року. Графік дипломатичних відносин: - З 1884-го по серпень 1940 року та з 7 лютого 1946 року по 26 червня 1960 року Румунія мала дипломатичні відносини зі Великою Британією, які відповідали за іноземні справи з Британським Сомаліленд. - У 1889—1936 роки Румунія мала дипломатичні відносини з Італією, яка відповідала за італійські закордонні справи Сомаліленду. - У 1936—1941 роки Румунія мала дипломатичні відносини з Італією, яка відповідала за закордонні справи Італійської Східної Африки. - З 7 лютого 1946 року по листопад 1949 року Румунія мала дипломатичні відносини зі Сполученими Королівство, яке було відповідальне за іноземні справи Італійського Сомаліленд. - У період з листопада 1949 року по 1 липня 1960 року Румунія мала дипломатичні відносини з Італією, яка відповідала за підопічні території закордонних справ Сомалі) - З 10 липня 1965 року. |
| Південний Судан | 2011-07-09                  | Див. зовнішні зв'язки Південного Судану - Румунія не має дипломатичного офісу в державі Еритрея. Дипломатичне представництво Румунії в Південному Судані обробляється посольством Румунії в Хартумі, в сусідньому Судані. - Республіка Південний Судан не має дипломатичного офісу в Румунії. Дипломатичним представництвом в Південному Судані займається суданське посольство в Бухаресті. Рівень дипломатичних відносин: - Посольство: з 9 липня 2011 року. Графік дипломатичних відносин: - З 9 липня 2011 року. |
| Судан           | 1956-01-17                  | Див. зовнішні відносини Судану Як і в більшості країн Східної Європи, Судан користується історично тісними і сильно дружніми відносинами з Румунією. Обидві країни мають довгу історію політичних і культурних зв'язків. Східно-африканська країна є домом для значного населення румунських іммігрантів. Румунія і Судан також мають продуктивні економічні зв'язки. - Румунія має посольство в Хартумі. - Республіка Судан має посольство в Бухаресті. Рівень дипломатичних відносин: - Посольство 17 січня 1956 — 20 серпня 1969; з 25 грудня 1971 року. графік дипломатичних відносин: - (Від 6 грудня 1879 р. по 19 червня 1899 року, Румунія мала дипломатичні відносини з Туреччиною (Османська імперія) яка була відповідальна за Єгипетський Кхедіват у закордонних справах, який був відповідальним за іноземні справи Махдіст держави) - (У період з 19 червня 1899 року по 1 квітня 1906 року, Румунія мала дипломатичні відносини з Туреччиною (Османська імперія) — яка була відповідальна за Єгипетський Кхедіват із закордонних справ і з Сполученим Королівством, як Єгипетський хедіват так і Сполучене Королівство були відповідальні за закордонні справи Англо-Єгипетського Судану) - (У період з 1 квітня 1906 року по 15 лютого 1941 року, Румунія мала дипломатичні відносини з Єгиптом і Сполученим Королівством, які були відповідальні за іноземні справи Англо-Єгипетського Судану) - (У період з 15 лютого по 15 грудня 1941 року, Румунія мала дипломатичні відносини з Єгиптом, який був разом зі Сполученим Королівством, відповідальним за зовнішні справи Англо-Єгипетського Судану) - (Від 7 лютого 1946 року по 2 квітня 1947 року, Румунія мала дипломатичні відносини зі Сполученим Королівством, яке разом з Єгиптом було відповідальне за зовнішні справи Англо-Єгипетського Судану) - (Від 2 квітня 1947 року по 1 січня 1956 року, Румунія мала дипломатичні відносини з Єгиптом і Сполученим Королівством, які були відповідальні за іноземні справи в Англо-Єгипетському Судані) - 17 січня 1956 — 20 серпня 1969 р. - з 25 грудня 1971 року |

### Африка:Східно-африканське співтовариство(EAC)
| Країна   | Почалися офіційні відносини | Примітки |
| -------- | --------------------------- | --- |
| Бурунді  | 1968-09-19                  | Див. зовнішні відносини Бурунді У жовтні 1996 року через фінансові проблеми, Румунія закрила своє посольство в Бужумбурі, Бурунді. 31 жовтня 1997 року румунський міністр закордонних справ підписав документ, який передбачав відкриття румунського почесного консульства в Бурунді. - Румунія не має посольства в Республіці Бурунді, тільки почесне консульство в Бужумбурі. Дипломатичне представництво Румунії в Бурунді обробляється посольством Румунії в Найробі, Кенія. - Республіка Бурунді не має дипломатичного офісу в Румунії. Дипломатичне представництво Бурунді в Румунії здійснюється Бурундійський посольства в Москві, Росія. Рівень дипломатичних відносин: - Посольство: з 19 вересня 1968 року графік Дипломатичні відносини: - з 19 вересня 1968 |
| Кенія    | 1968-06-22                  | Див. зовнішні відносини Кенії Румунія відкрила своє посольство в Кенії в 1974 році. - Румунія має посольство в Найробі. - Республіка Кенія не має дипломатичного офісу в Румунії. Дипломатичним представництвом Кенії в Румунії займається кенійське посольство в Берліні, Німеччина. Рівень дипломатичних відносин: - Посольство: з 22 червня 1968 року графік дипломатичних відносин: - з 22 червня 1968 |
| Руанда   | 1965-07-15                  | Див зовнішні відносини Руанда - Румунія не має дипломатичного офісу в Республіці Руанда. Дипломатичне представництво Румунії в Руанді обробляється посольством Румунії в Найробі, Кенія. - Республіка Руанда не має дипломатичного офісу в Румунії. Дипломатичним представництвом Руанди в Румунії займається Руандійське посольство в Берліні, Німеччина. Рівень дипломатичних відносин: - Посольство: з 15 липня 1965 року графік дипломатичних відносин: - (між 1924 по 1 липня 1962 року, Румунія мала дипломатичні відносини з Бельгією, яка не мала мандат Ліги Націй класу B до 1945 року і відповідала за підопічні території Організації Об'єднаних Націй; Бельгія відповідала за Руанда-Урунді іноземні справи) - з 15 липня 1965 |
| Танзанія | 1964-05-05                  | Див. зовнішні відносини Танзанії Румунія тимчасово закрила своє посольство в Дар-ес-Саламі 18 листопада 1999 року. - Румунія не має дипломатичного офісу в Об'єднаній Республіці Танзанії. Дипломатичним представництвом Румунії в Танзанії займається посольство Румунії в Найробі, в сусідній Кенії. - Об'єднана Республіка Танзанія не має дипломатичного офісу в Румунії. Дипломатичним представництвом Танзанії в Румунії займається Танзанійське посольство в Берліні, Німеччина. Рівень дипломатичних відносин: - Посольство: з 5 травня 1964 року графік дипломатичних відносин : - (від 27 лютого 1885 року — 28 серпня 1916 року, Румунія мала дипломатичні відносини з Німеччиною, яка відповідала за міжнародні відносини Німецькі Східно-Африканські міжнародні відносини) - (між 1919 — 15 лютого 1941 року та 7 лютого 1946 — 9 грудня 1961, Румунія мала дипломатичні відносини зі Сполученим Королівством, яке відповідало за Танганьїцький краю зовнішніх зв'язків) - з 5 травня 1964 |
| Уганда   | 1969-04-27                  | Див. міжнародні відносини Уганди - Румунія не має дипломатичного офісу в Республіці Уганда. Дипломатичним представництвом Румунії в Уганді займається посольство Румунії в Найробі, в сусідній Кенії. - Республіка Уганда не має дипломатичного офісу в Румунії. Дипломатичним представництвом Уганди в Румунії займається посольство Уганди в Москві, Росія. Рівень дипломатичних відносин: - Посольство: з 27 квітня 1969 року графік дипломатичних відносин: - з 27 квітня 1969 |

### Африка:Співтовариство розвитку Півдня Африки(САДК)
| Країна              | Почалися офіційні відносини | Примітки |
| ------------------- | --------------------------- | --- |
| Ангола              | 1975-12-13                  | Див. Міжнародні відносини Анголи - Румунія має посольство в Луанді. - Республіка Ангола не має дипломатичного офісу в Румунії. Дипломатичним представництвом Анголи в Румунії займається посольство Анголи в Белграді, в сусідній Сербії. Рівень дипломатичних відносин: - Посольство: з 13 грудня 1975 року графік дипломатичних відносин: - з 13 грудня 1975 |
| Ботсвана            | 1971-10-07                  | Див. зовнішні відносини Ботсвани - Румунія не має дипломатичного офісу в Республіці Ботсвана. Дипломатичне представництво Румунії в Ботсвані обробляється посольством Румунії в Преторії, в сусідній ПАР. - Республіка Ботсвана не має дипломатичного офісу в Румунії. Дипломатичне представництво Ботсвани в Румунії здійснюється посольством Ботсвани в Лондоні, в Сполученому Королівстві. Рівень дипломатичних відносин: - Посольство: з 7 жовтня 1971 року графік дипломатичних відносин: - з 7 жовтня 1971 року |
| ДР Конго            |                             | Перераховано в списку в Африці: Економічне співтовариство держав Центральної Африки (ЕСЦАГ) в силу географічних причин. ДР Конго є членом обох громад. |
| Лесото              | 1975-05-01                  | Див. зовнішні зв'язки Лесото Дипломатичне представництво Румунії в Лесото була створене посольством Румунії в Лусаці, Замбія (між 1978—1980), Посольство Румунії в Мапуту, Мозамбік (в період з 1980 по квітень 1990). З листопада 1991 року дипломатичне представництво Румунії в Лесото обробляється посольством Румунії в Преторії, в сусідній ПАР. - Румунія не має дипломатичного офісу в Королівстві Лесото. Дипломатичне представництво Румунії в Лесото обробляється посольством Румунії в Преторії, в сусідній ПАР. - Королівство Лесото не має дипломатичного офісу в Румунії. Дипломатичне представництво Лесото в Румунії здійснюється посольством Mosotho в Римі, Італія. Рівень дипломатичних відносин: - Посольство: з 1 травня 1975 року графік дипломатичних відносин: - починаючи з 1 травня 1975 |
| Мадагаскар          |                             | Перераховано в списку в Африці: Острови Індійського океану в силу географічних причин |
| Малаві              | 1985-07-15                  | Див.зовнішні відносини Малаві - Румунія не має дипломатичного представництва в Республіці Малаві. Дипломатичним представництвом Румунії в Малаві займається посольство Румунії в Хараре, Зімбабве. - Республіка Малаві не має дипломатичного офісу в Румунії. Дипломатичне представництво Малаві в Румунії обробляється Малавійським посольством в Берліні, Німеччина. Рівень дипломатичних відносин: - Посольство: з 15 липня 1985 графік дипломатичних відносин: - з 15 липня 1985 |
| Маврикій            |                             | Перераховано в списку в Африці: Indian Острови Океану в силу географічних причин |
| Мозамбік            | 1975-06-25                  | Див. зовнішні відносини Мозамбік Румунія тимчасовий закрила своє посольство в Мапуту, Мозамбік, 10 серпня 1999 року. - Румунія не має дипломатичного офісу в Республіці Мозамбік. Дипломатичне представництво Румунії в Мозамбіку обробляється посольством Румунії в Преторії, в сусідній ПАР. - Республіка Мозамбік не має дипломатичного офісу в Румунії. Дипломатичне представництво Мозамбіку в Румунії обробляється Мозамбіцьким посольством у Москві, Росія. Рівень дипломатичних відносин: - Посольство: з 25 червня 1975 року графік дипломатичних відносин: - з 25 червня 1975 |
| Намібія             | 1990-10-19                  | Див. зовнішні відносини Намібії Румунія тимчасово закрила своє посольство в Віндгуку, 1 липня 1999 року через фінансові проблеми. - Румунія не має дипломатичного офісу в Республіці Намібії. Дипломатичне представництво Румунії в Намібії обробляється посольством Румунії в Преторії, в сусідній ПАР. - Республіка Намібія не має дипломатичного офісу в Румунії. Дипломатичне представництво Намібії в Румунії обробляється Намібійським посольством у Відні, Австрія. Рівень дипломатичних відносин: - Посольство: з 19 жовтня 1990 року графік дипломатичних відносин: - з 19 жовтня 1990 року |
| Сейшельські Острови |                             | Перераховано в списку в Африці: Острови Індійського океану в силу географічних причин |
| Південна Африка     | 1991-11-21                  | Див. ПівденноАфрикансько-Румунські відносини і зовнішні відносини Південної Африки. Південна Африка тимчасово закрила своє посольство в Румунії у 1998 році. Посольство було відновлено в грудні 2006 року (офіційна церемонія відбулася в березні 2008 року в зв'язку з матеріально-технічних питань). - Румунія має посольство в Преторії і генерального консульства в Кейптауні. - ПАР має посольство в Бухаресті. Рівень дипломатичних відносин: - Посольство: з 21 листопада 1991 графік дипломатичних відносин: - починаючи з 21 листопада 1991 |
| Свазіленд           | 1991-02-01                  | Див. зовнішні відносини Свазіленд - Румунія не має дипломатичного офісу в Королівстві Свазіленд. Дипломатичне представництво Румунії в Свазіленді обробляється посольством Румунії в Преторії, в сусідній Південній Африці. - Королівство Свазіленд не має дипломатичного офісу в Румунії. Дипломатичне представництво Свазіленду в Румунії обробляється посольством Свазі в Лондоні, Велика Британія. Рівень дипломатичних відносин: - Посольство: з 1 лютого 1991 року графік дипломатичних відносин: - з 1 лютого 1991 |
| Танзанія            |                             | Перераховано в списку в Африці: Східно-африканське спільнота в зв'язку з політичних та економічних причин. Танзанія є членом обох громад. |
| Замбія              | 1968-05-28                  | Див. зовнішні зв'язки Замбії - Румунія не має дипломатичного офісу в Республіці Замбія. Дипломатичне представництво Румунії в Замбії обробляється посольством Румунії в Преторії в Південній Африці. - Республіка Замбія не має дипломатичного офісу в Румунії. Дипломатичне представництво Замбії в Румунії обробляється замбійським посольством в Римі, Італія. Рівень дипломатичних відносин: - Посольство: з 28 травня 1968 графік дипломатичних відносин: - з 28 травня 1968 |
| Зімбабве            | 1980-04-18                  | Див зовнішні відносини Зімбабве - Румунія має посольство в Хараре. - Республіка Зімбабве не має дипломатичного офісу в Румунії. Дипломатичне представництво Зімбабве в Румунії займається зімбабвійським посольством у Відні, Австрія. Рівень дипломатичних відносин: - Посольство: з 18 квітня 1980 р. графік дипломатичних відносин: - з 18 квітня 1980 |

### Африка: острови в Індійському океані
| Країна              | Почалися офіційні відносини | Примітки |
| ------------------- | --------------------------- | --- |
| Коморські острови   | 1976-08-02                  | Див. зовнішні відносини Коморських островів - Румунія не має дипломатичного офісу в Союзі Коморських Островів. Дипломатичне представництво Румунії в Коморських островах обробляється посольством Румунії в Преторії, Південна Африка. - Союз Коморських Островів не мають дипломатичного представництва в Румунії. Дипломатичне представництво Коморських островів в Румунії невідомо. Рівень дипломатичних відносин: - Посольство: З 2 серпня 1976 року графік дипломатичних відносин: - починаючи З 2 серпня 1976                                                                                              |
| Мадагаскар          | 1968-09-10                  | Див. зовнішні зв'язки Мадагаскару Мадагаскар відкрив своє почесне консульство в Румунії у вересні 1996 року. - Румунія не має дипломатичного офісу в Республіці Мадагаскар. Дипломатичне представництво Румунії в Мадагаскарі обробляється посольством Румунії в Преторії, Південна Африка. - Республіка Мадагаскар не має посольства в Румунії, тільки почесне консульство в Бухаресті. Дипломатичне представництво Мадагаскару в Румунії обробляється посольством Малаги в Римі, Італія. Рівень дипломатичних відносин: - Посольство: з 10 вересня 1968 року графік дипломатичних відносин: - з 10 вересня 1968 |
| Маврикій            | 1974-06-25                  | Див зовнішні відносини Маврикії - Румунія не має дипломатичного офісу в Республіці Маврикій. Дипломатичним представництвом Румунії в Маврикій керує посольство Румунії в Преторії, Південна Африка. - Республіка Маврикій не має дипломатичного офісу в Румунії. Дипломатичне представництво Маврикію в Румунії керує маврикійське посольство в Парижі, Франція. Рівень дипломатичних відносин: - Посольство: з 25 червня 1974 року графік дипломатичних відносин: - з 25 червня 1974 |
| Сейшельські острови | 1976-07-30                  | Див. зовнішні відносини Сейшельських островів - Румунія не має дипломатичного офісу в Республіці Сейшельські острови. Дипломатичне представництво Румунії на Сейшельських островах обробляється посольством Румунії в Преторії в Південній Африці. - Республіка Сейшельські острови не має дипломатичного офісу в Румунії. Дипломатичне представництво Сейшельських островів в Румунії здійснюється Сейшельським посольством в Парижі, Франція. Рівень дипломатичних відносин: - Посольство: з 30 липня 1976 року графік дипломатичних відносин: - з 30 липня 1976                                                |

### Америка: Північна Америка (НАФТА)
| Країна  | Почалися офіційні відносини | Примітки                              |
| ------- | --------------------------- | ------------------------------------- |
| Канада  | 1919-08-19                  | Див. Канадсько-Румунські відносини    |
| Мексика | 1935-07-20                  | Див. Мексикансько-Румунські відносини |
| США     | 1880-06-14                  | Див. Румунія - США відносини          |

### Америка: Центральна Америка (Система центральноамериканської інтеграції)
| Країна        | Почалися офіційні відносини | Примітки |
| ------------- | --------------------------- | --- |
| Беліз         | 1993-03-25                  | Див. зовнішні відносини Беліз - Румунія не має дипломатичного офісу в Белізі. Дипломатичне представництво Румунії в Белізі обробляється посольством Румунії в Мехіко, в сусідній Мексиці. - Беліз не має посольства в Румунії, тільки почесне консульство в Бухаресті. Дипломатичне представництво Белізу в Румунії невідомо. Рівень дипломатичних відносин: - Посольство: з 25 березня 1993 графік дипломатичних відносин: - з 25 березня 1993 |
| Коста-Рика    | 1970-07-04                  | Див. зовнішні відносини Коста-Рика Коста-Рика тимчасово закрила своє посольство в Румунії в 1999 році. Румунія тимчасово закрила своє посольство в Коста-Риці в травні 2000 року. - Румунія не має дипломатичного офісу в Республіці Коста-Рика. Дипломатичне представництво Румунії в Коста-Риці обробляється посольством Румунії в Мехіко, Мексика. - Республіка Коста-Рика не має дипломатичного офісу в Румунії. Дипломатичним представництвом Коста-Рики в Румунії займається посольство Коста-Рики в Москві, Росія. Рівень дипломатичних відносин: - Посольство: з 4 липня 1970 року графік дипломатичних відносин: - починаючи з 4 липня 1970 |
| Ель-Сальвадор | 1979-12-17                  | Див. Міжнародні відносини Сальвадор - Румунія не має посольства в Республіці Ель-Сальвадор, тільки консульство в Сан-Сальвадорі. Дипломатичне представництво Румунії в Сальвадорі обробляється посольством Румунії в Мехіко, Мексика. - Республіка Сальвадор не має дипломатичного офісу в Румунії. Дипломатичне представництво Сальвадора в Румунії здійснюється сальвадорським посольством у Відні, Австрія. Рівень дипломатичних відносин: - Посольство: з 17 грудня 1979 графік дипломатичних відносин : - з травня 17 грудня 1979 |
| Гватемала     | 1990-12-07                  | Див. зовнішні відносини Гватемали - Румунія не має посольства в Республіці Гватемала, тільки почесне консульство в місті Гватемала. Дипломатичне представництво Румунії в Гватемалі обробляється посольством Румунії в Мехіко, в сусідній Мексиці. - Республіка Гватемала не має посольства в Румунії, тільки почесне консульство в Бухаресті. Дипломатичне представництво Гватемали в Румунії займається Гватемальський посольства у Відні, Австрія. Рівень дипломатичних відносин: - Посольство: з 18 травня 1978 року графік дипломатичних відносин: - з 18 травня 1978                                                                           |
| Гондурас      | 1973-07-11                  | Див. зовнішні відносини Гондурасу - Румунія не має посольства в Республіці Гондурас, тільки почесне консульство в Сан-Педро-Сула. Дипломатичне представництво Румунії в Гондурасі обробляється посольством Румунії в Мехіко, Мексика. - Республіка Гондурас не має дипломатичного офісу в Румунії. Дипломатичне представництво Гондурасу в Румунії обробляється Гондураським посольством у Римі, Італія. Рівень дипломатичних відносин: - Посольство: з 11 липня 1973 року графік дипломатичних відносин: - з 11 липня 1973 |
| Нікарагуа     | 1979-09-06                  | Див. зовнішні відносини Нікарагуа - Румунія не має посольства в Республіці Нікарагуа, тільки почесне консульство в Манагуа. Дипломатичне представництво Румунії в Нікарагуа займається посольством Румунії в Мехіко, Мексика. - Республіка Нікарагуа не має дипломатичного офісу в Румунії. Дипломатичне представництво Нікарагуа в Румунії займається посольством Нікарагуа в Римі, Італія. Рівень дипломатичних відносин: - Посольство: з 6 вересня 1979 року графік дипломатичних відносин: - з 6 вересня 1979 |
| Панама        | 1971-10-05                  | Див. зовнішні відносини Панами 23 квітня 1996 року Румунія відкрила своє почесне консульство в Панамі. - Румунія не має посольства в Республіці Панама, тільки почесне консульство в Панама-Сіті. Дипломатичним представництвом Румунії в Панамі займається посольство Румунії в Каракасі, Венесуела. - Республіка Панама не має дипломатичного офісу в Румунії. Дипломатичне представництво Панами в Румунії здійснюється Панамським посольством в Афінах, Греція. Рівень дипломатичних відносин: - Посольство: з 5 жовтня 1971 року графік дипломатичних відносин : - з 5 жовтня 1971 року                                                         |

### Америка: Карибський басейн (в основному)
| Країна                   | Почалися офіційні відносини | Примітки |
| ------------------------ | --------------------------- | --- |
| Антигуа і Барбуда        | No relations                | Див. зовнішні відносини Антигуа і Барбуда - Румунія не має дипломатичного офісу в Антигуа і Барбуда. Дипломатичне представництво Румунії в Антигуа і Барбуда обробляється посольством Румунії в Каракасі, Венесуела. - Антигуа і Барбуда не має дипломатичного офісу в Румунії. Дипломатичне представництво Антигуа і Барбуди в Румунії здійснюється Антигуанською Вищою комісією в Лондоні, Великою Британією. |
| Багамські острови        | 2007-07-18                  | Див. зовнішні зв'язки Багамських островів - Румунія не має дипломатичного офісу в Співдружності Багамських островів. Дипломатичне представництво Румунії на Багамських островах обробляється посольством Румунії в Каракасі, Венесуела. - Співдружність Багамських островів не має дипломатичного офісу в Румунії. Дипломатичне представництво Багамських островів в Румунії здійснюється Багамською Вищою комісією в Лондоні, Велика Британія. |
| Барбадос                 | 1977-09-01                  | Див. зовнішні відносини Барбадос - Румунія не має дипломатичного офісу в Барбадосі. Дипломатичне представництво Румунії в Барбадосі обробляється посольством Румунії в Каракасі, Венесуела. - Барбадос не має дипломатичного офісу в Румунії. Дипломатичне представництво Барбадосу в Румунії обробляється посольством Барбадосу в Брюсселі, Бельгія. Рівень дипломатичних відносин: - Посольство: з 1 вересня 1977 графік дипломатичних відносин: - з 1 вересня 1977 |
| Куба                     | 1927-04-13                  | Див. зовнішні відносини Куби - Румунія має посольство в Гавані. - Республіка Куба має посольство в Бухаресті. Рівень дипломатичних відносин: - Посольський: 13 квітня 1927 р. — 27 вересня 1942 - Посольство: з 26 жовтня 1960 графік дипломатичних відносин: - 13 квітня 1927 — 27 вересня 1942 - з 26 жовтня 1960 |
| Домініка                 | 2009-01-30                  | Див. зовнішні відносини Домініки - Румунія не має дипломатичного офісу в Співдружності Домініки. Дипломатичне представництво Румунії в Домініці обробляється посольством Румунії в Каракасі, Венесуела. - Співдружність Домініки не має дипломатичного офісу в Румунії. Дипломатичне представництво Домініки в Румунії займається Домініканським посольством в Брюсселі, Бельгія. |
| Домініканська Республіка | 1984-07-21                  | Див зовнішні відносини Домініканської Республіки У квітні 1996 року Румунія відкрила своє перше почесне консульство, в Санто-Домінго. З 14 жовтня 2002 року дипломатичне представництво Румунії в Домініканській Республіці обробляється посольством Румунії в Каракасі, Венесуела. У 2007 році Румунія відкрила своє друге почесне консульство, в Сантьяго-де-лос-Кабальєрос. - Румунія не має посольства в Домініканській Республіці, тільки 2 почесних консульства (у Сантьяго-де-лос-Кабальєрос і в Санто-Домінго). Дипломатичне представництво Румунії в Домініканській Республіці обробляється посольством Румунії в Каракасі, Венесуела. - Домініканська Республіка не має дипломатичного офісу в Румунії. Дипломатичне представництво Домініканської Республіки в Румунії займається Домініканським посольством в Римі, Італія. Рівень дипломатичних відносин: - Посольство: з 21 липня 1984 р. графік дипломатичних відносин: - з 21 липня 1984 |
| Гренада                  | 1975-04-03                  | Див. зовнішні відносини Гренади - Румунія не має дипломатичного офісу в Гренаді. Дипломатичне представництво Румунії в Гренаді обробляється посольством Румунії в Каракасі, Венесуела. - Гренада не має дипломатичного офісу в Румунії. Дипломатичне представництво Гренади в Румунії обробляється посольством Гренади в Брюсселі, Бельгія. Рівень дипломатичних відносин: - Посольство: з 3 квітня 1975 року графік дипломатичних відносин: - з 3 квітня 1975 |
| Гаїті                    | 1980-05-09                  | Див. зовнішні відносини Гаїті - Румунія не має дипломатичного представництва в Республіці Гаїті. Дипломатичне представництво Румунії в Гаїті обробляється посольством Румунії в Каракасі, Венесуела. - Республіка Гаїті не має дипломатичного офісу в Румунії. Дипломатичне представництво Гаїті в Румунії невідоме. Рівень дипломатичних відносин: - Посольство: з 9 травня 1980 графік дипломатичних відносин: - з 9 травня 1980 |
| Ямайка                   | 1974-08-21                  | Див. зовнішні відносини Ямайки - Румунія не має посольства в Ямайці, тільки почесне консульство в Кінгстоні. Дипломатичне представництво Румунії на Ямайці обробляється посольством Румунії в Каракасі, Венесуела. - Ямайка не має дипломатичного офісу в Румунії. Дипломатичне представництво Ямайки в Румунії займається Ямайським посольством в Женеві, Швейцарія. Рівень дипломатичних відносин: - Посольство: з 21 серпня 1974 графік дипломатичних відносин: - з 21 серпня 1974 |
| Сент-Кітс і Невіс        | 2009-06-25                  | Див. зовнішні відносини Сент-Кітс і Невіс - Румунія не має дипломатичного офісу в Федерації Сент-Кітс і Невіс. Дипломатичне представництво Румунії в Сент-Кітс і Невіс займається посольство Румунії в Каракасі, Венесуела. - Федерація Сент-Кітс і Невіс не має дипломатичного офісу в Румунії. Дипломатичне представництво Сент-Кітс і Невіс в Румунії обробляється посольством Кіттітіан в Брюсселі, Бельгія. |
| Сент-Люсія               | 1979-11-01                  | Див. зовнішні відносини Сент-Люсія - Румунія не має дипломатичного офісу в Сент-Люсія. Дипломатичне представництво Румунії в Сент-Люсії займається Румунським посольством в Каракасі, Венесуела. - Сент-Люсія не має дипломатичного офісу в Румунії. Дипломатичне представництво Сент-Люсії в Румунії здійснюється посольством Сент-Люсії в Брюсселі, Бельгія. Рівень дипломатичних відносин: - Посольство: з 1 листопада 1979 р. графік дипломатичних відносин: - з 1 листопада 1979 |
| Сент-Вінсент і Гренадини | 2003-05-22                  | Див. зовнішні відносини Сент-Вінсенту і Гренадин - Румунія не має дипломатичного офісу в Сент-Вінсенті і Гренадинах. Дипломатичне представництво Румунії в Сент-Вінсенті і Гренадинах обробляється посольством Румунії в Каракасі, Венесуела. - Сент-Вінсент і Гренадини не мають дипломатичного представництва в Румунії. Дипломатичне представництво Сент-Вінсент і Гренадини в Румунії здійснюється посольством Вінсентіанської в Брюсселі, Бельгія. |
| Тринідад і Тобаго        | 1972-11-25                  | Див зовнішні відносини Тринідад і Тобаго - Румунія не має дипломатичного офісу в Республіці Тринідад і Тобаго. Дипломатичне представництво Румунії в Тринідад і Тобаго обробляється посольством Румунії в Каракасі, в сусідній Венесуелі. - Республіка Тринідад і Тобаго не має дипломатичного офісу в Румунії. Дипломатичне представництво Тринідаду і Тобаго в Румунії обробляється тринідадським посольством в Брюсселі, Бельгія. Рівень дипломатичних відносин: - Посольство: з 25 листопада 1972 року графік дипломатичних відносин: - починаючи з 25 листопада 1972 |

### Америка: Південна Америка,Андське співтовариство націй (CAN)
| Країна   | Почалися офіційні відносини | Примітки |
| -------- | --------------------------- | --- |
| Болівія  | 1969-10-18                  | Див. зовнішні відносини Болівії Перші контакти мали місце в 1905 році, коли Болівія відкрила своє почесне консульство в Румунії. У 1996 році почесне консульство був перетворене в посольство. 27 липня 2000 року, Болівія закрила своє посольство в Румунії. Румунія тимчасово закрила своє посольство в Болівії 1 квітня 2000 року Болівія - Румунія не має посольства в Багатонаціональної Держави Болівія, тільки 2 почесних консульства (у Кочабамба і Санта-Крус-де-ла-Сьєрра). Дипломатичне представництво Румунії в Болівії обробляється посольством Румунії в Лімі, Перу. - Багатонаціональна Держава Болівія не має дипломатичного офісу в Румунії. Дипломатичним представництвом Болівії в Румунії займається Болівійське посольство в Берліні, Німеччина. Рівень дипломатичних відносин: - Почесне консульство: 1905 — 18 жовтня 1969 - Посольство: з 18 жовтня 1969 року графік дипломатичних відносин: - з 18 жовтня 1969 року |
| Колумбія | 1967-11-15                  | Див. зовнішні зв'язки Колумбії Колумбія закрила своє посольство в Бухаресті в листопаді 2002 року. - Румунія має посольство в Боготі і 3 почесних консульства (в Баранкілья, Медельїн і Калі). - Республіка Колумбія не має дипломатичного офісу в Румунії. Дипломатичне представництво Колумбії в Румунії обробляється колумбійським посольством у Варшаві, Польща. Рівень дипломатичних відносин: - Посольство: з 15 листопада 1967 року графік дипломатичних відносин: - з 15 листопада 1967 |
| Еквадор  | 1968-11-12                  | Див. зовнішні відносини Еквадору 8 квітня 1880 року, знову незалежна Румунія повідомила Еквадору про свою незалежності. Еквадор відповів 8 липня 1881 року і привітати Румунію. До 11 листопада 1968 року обидві країни не мали дипломатичних відносин. Румунія відкрила своє посольство в Еквадорі в липні 1973 року і Еквадор відкрив своє посольство в Румунії у квітні 1974 року. 31 травня 1999 року Еквадор тимчасово закрив своє посольство в Румунії. Через рік, у травні 2000 року, Румунія тимчасово закрила своє посольство в Еквадорі. - Румунія не має посольства в Республіці Еквадор, тільки 2 почесних консульства (в Гуаякіль і Кіто). Дипломатичне представництво Румунії в Еквадорі обробляється посольством Румунії в Лімі, в Перу. - Республіка Еквадор не має дипломатичного офісу в Румунії. Дипломатичне представництво Еквадору в Румунії обробляється еквадорським посольством в Будапешті, в сусідній Угорщині. Рівень дипломатичних відносин: - Посольство: з 12 листопада 1968 графік дипломатичних відносин : - з 12 листопада 1968 |
| Перу     | 1939-10-10                  | Див. зовнішні відносини Перу - Румунія має посольство в Лімі і почесне консульство в Арекіпа. - Республіка Перу має посольство і почесне консульство, як в Бухаресті. Рівень дипломатичних відносин: - Посольський: 10 жовтня 1939 — 5 березня 1942 - Посольство: з 9 листопада 1968 року графік дипломатичних відносин: - 10 жовтня 1939 — 5 березня 1942 - з 9 листопада 1968 |

### Америка: Південна Америка,МЕРКОСУР
| Країна    | Почалися офіційні відносини | Примітка |
| --------- | --------------------------- | --- |
| Аргентина | 1931-04-24                  | Див. зовнішні відносини Аргентини - Румунія має посольство в Буенос-Айресі і почесне консульство в Мендоса. - Аргентинська Республіка має посольство в Бухаресті. Рівень дипломатичних відносин: - Посольський: 24 квітня 1931 — 4 лютого 1944; 1 жовтня 1946 — 29 березня 1964 - Посольство: з 29 березня 1964 графік дипломатичних відносин: - 24 квітня 1931 — 4 лютого 1944 - з 1 жовтня 1946 року |
| Бразилія  | 1928-01-07                  | Див. зовнішні зв'язки Бразилії - Румунія має посольство в Бразиліа, генеральне консульство в Ріо-де-Жанейро і 6 почесних консульств (в Аракажу, Белу-Оризонті, Куритиба, Форталеза, Порту-Алегрі і Ресіфі). - Федеративна Республіка Бразилія має посольство в Бухаресті. Рівень дипломатичних відносин: - Посольський 7 січня 1928 — 5 березня 1942; 22 березня 1961 — 9 травня 1974 - Посольство: з 9 травня 1974 року графік дипломатичних відносин: - 7 січня 1928 — 5 березня 1942 - з 22 березня 1961                                   |
| Парагвай  | 1992-05-28                  | Див. зовнішні відносини Парагваю - Румунія не має посольства в Республіці Парагвай, тільки почесне консульство в Асунсьйоні. Дипломатичне представництво Румунії в Парагваї обробляється посольством Румунії в Буенос-Айресі, в сусідній Аргентині. - Республіка Парагвай не має дипломатичного офісу в Румунії. Дипломатичне представництво Парагваю в Румунії обробляється парагвайським посольством в Афінах, Греція. Рівень дипломатичних відносин: - Посольство: з 28 травня 1992 року графік дипломатичних відносин: - з 28 травня 1992 |
| Уругвай   | 1925-07-24                  | Див зовнішні відносини Уругваю - Румунія має посольство в Монтевідео. - Східна Республіка Уругвай має посольство в Бухаресті. Рівень дипломатичних відносин: - Посольський: 24 липня 1925 — 10 жовтня 1964 - Посольство: з 10 жовтня 1964 року графік дипломатичних відносин: - з 24 липня 1925 |

### Америка: Решта Південної Америки
| Країна    | Почалися офіційні відносини | Примітки |
| --------- | --------------------------- | --- |
| Чилі      | 1925-02-05                  | Див. Чилі-Румунія відносини |
| Гаяна     | 1973-06-20                  | Див. зовнішні відносини Гаяни - Румунія не має дипломатичного офісу в Кооперативній Республіці Гаяна. Дипломатичним представництвом Румунії в Гаяні займається Румунське посольство в Каракасі, Венесуела. - Кооперативна Республіка Гаяна не має дипломатичного офісу в Румунії. Дипломатичне представництво Гаяни в Румунії обробляється Гаянским посольством в Лондоні, Велика Британія. Рівень дипломатичних відносин: - Посольство: з 20 червня 1973 року графік дипломатичних відносин: - з 20 червня 1973 року |
| Суринам   | 1975-11-25                  | Див. зовнішні відносини Суринам - Румунія не має дипломатичного офісу в Республіці Суринам. Дипломатичне представництво Румунії в Суринамі обробляється посольством Румунії в Каракасі, Венесуела. - Республіка Суринам не має дипломатичного офісу в Румунії. Дипломатичне представництво Суринаму в Румунії невідоме. Рівень дипломатичних відносин: - Посольство: з 25 листопада 1975 року графік дипломатичних відносин: - починаючи з 25 листопада 1975                                                          |
| Венесуела | 1935-12-30                  | Див. зовнішні відносини Венесуели - Румунія має посольство в Каракасі і почесне консульство в Валенсії. - Боліваріанської Республіка Венесуела має посольство в Бухаресті. Рівень дипломатичних відносин: - Посольський 30 грудня 1935 — 21 грудня 1941 - Посольство: з 29 січня 1967 року графік дипломатичних відносин: - 30 грудня 1935 — 21 грудня 1941 - починаючи з 29 січня 1967 року |

### Океанія: Австралія та Океанія
| Країна        | Почалися офіційні відносини | Примітки |
| ------------- | --------------------------- | --- |
| Австралія     | 1968-03-18                  | Див зовнішні відносини Австралії Румунія і Австралія уклали угоду про заохочення і захист інвестицій, підписану в 1994 році, торгово-економічна угода (підписана з повним ефектом для Австралії- липень 2002 року та в Румунії- січень 2003 року) і Угода про уникнення подвійного оподаткування та попередження податкових ухилення від сплати податків, підписані в 2001 році. - Румунія має посольство в Канберрі, генеральне консульство в Сіднеї і почесне консульство в Мельбурні. - Співдружність Австралії не має посольства в Румунії, тільки загальне представництво в Бухаресті. Дипломатичне представництво Австралії в Румунії обробляється австралійським посольством в Белграді, в сусідній Сербії. Рівень дипломатичних відносин: - Посольство: з 18 березня 1968 графік дипломатичних відносин: - з 18 березня 1968                                                                |
| Нова Зеландія | 1969-10-13                  | Див. зовнішні зв'язки Нової Зеландії У 1970 році Румунія відкрила генконсульство в Веллінгтоні, яке стало посольством в 1981 році. Посольство Румунії в Новій Зеландії було закрите в лютому 1989 року. Міграційні питання громадян Румунії до Нової Зеландії оброблялися Новою Зеландією посольством в Лондоні, в Сполученому Королівстві. - Румунія не має посольства в Новій Зеландії, тільки почесне консульство в Веллінгтоні. Дипломатичне представництво Румунії в Новій Зеландії обробляється посольством Румунії в Канберрі, в сусідній Австралії. - Нова Зеландія не має дипломатичного офісу в Румунії. Дипломатичне представництво Нової Зеландії в Румунії обробляється посольством Нової Зеландії в Брюсселі, в Бельгії. рівень дипломатичних відносин : - Генеральне консульство: 13 жовтня 1969—1981 - посольство: з 1981 року рівень дипломатичних відносин : - з 13 жовтня 1969 р |

### Океанія: Мікронезія
| Країна            | Почалися офіційні відносини | Примітки |
| ----------------- | --------------------------- | --- |
| Маршалові острови | 1996-01-29                  | Див. зовнішні відносини Маршаллових островів - Румунія не має дипломатичного офісу в Республіці Маршаллові Острови. Дипломатичне представництво Румунії в Маршаллових островах обробляється посольством Румунії в Манілі, Філіппіни. - Республіка Маршаллові Острови не має дипломатичного офісу в Румунії. Дипломатичне представництво Маршаллових островів в Румунії обробляється Маршалійським посольством у Вашингтоні, в Сполучених Штатах Америки. |
| Мікронезія        | No relations                | Див зовнішні відносини Мікронезії - Румунія не має дипломатичного офісу в Мікронезія. Дипломатичне представництво Румунії в Мікронезії обробляється посольством Румунії в Манілі, Філіппіни. - Мікронезія не має дипломатичного представництва в Румунії. Дипломатичне представництво Мікронезії в Румунії здійснюється посольством Мікронезії в Вашингтоні, в Сполучених Штатах Америки.                                                                |
| Кірибаті          | No relations                | Числиться в списку Океанії: Полінезія через політичні причини |
| Науру             | 2011-03-02                  | Числиться в списку Океанії: Полінезія через політичні причини |
| Палау             | No relations                | Див зовнішні відносини Палау - Румунія не має дипломатичного офісу в Республіці Палау. Дипломатичне представництво Румунії в Палау обробляється посольством Румунії в Манілі, Філіппіни. - Республіка Палау не має дипломатичного офісу в Румунії. Дипломатичне представництво Палау в Румунії обробляється посольством Палау в Вашингтоні, в Сполучених Штатах Америки.                                                                                 |

### Океанія: Меланезія
| Країна            | Почалися офіційні відносини | Примітки |
| ----------------- | --------------------------- | --- |
| Фіджі             | 1975-08-15                  | Див зовнішні відносини Фіджі - Румунія не має дипломатичного представництва в Республіці Островів Фіджі. Дипломатичне представництво Румунії в Фіджі обробляється посольством Румунії в Канберрі, Австралія. - Республіка Островів Фіджі не має дипломатичного офісу в Румунії. Дипломатичне представництво Фіджі в Румунії займається Фіджійським посольством в Брюсселі, Бельгія. Рівень дипломатичних відносин: - Посольство: з 15 серпня 1975 року Рівень дипломатичних відносин: - з 15 серпня 1975 |
| Папуа-Нова Гвінея | 1976-05-19                  | Див. зовнішні зв'язки Папуа-Нової Гвінеї - Румунія не має посольства в незалежній державі Папуа-Новій Гвінеї, тільки почесне консульство в Порт-Морсбі. Дипломатичне представництво Румунії в Папуа-Новій Гвінеї обробляється посольством Румунії в Джакарті, в сусідній Індонезії. - Незалежна Держава Папуа-Нова Гвінея не має дипломатичного офісу в Румунії. Дипломатичне представництво Папуа-Нової Гвінеї в Румунії обробляється посольством Папуа-Новою Гвінеєю в Брюсселі, Бельгія. Рівень дипломатичних відносин: - Посольство: з 19 травня 1976 року Рівень дипломатичних відносин: - починаючи з 19 травня 1976 |
| Вануату           |                             | Див. зовнішні відносини Вануату - Румунія не має дипломатичного офісу в Республіці Вануату. Дипломатичне представництво Румунії в Вануату обробляється посольством Румунії в Канберрі, Австралія. - Республіка Вануату не має дипломатичного офісу в Румунії. Дипломатичне представництво Вануату в Румунії займається посольство Ні-Вануату в Брюсселі, Бельгія. |

### Океанія: Полінезія
| Країна   | Почалися офіційні відносини | Примітки |
| -------- | --------------------------- | --- |
| Кірибаті | немає відносин              | Див зовнішні відносини Кірибаті - Румунія не має дипломатичного офісу в Республіці Кірибаті. Дипломатичне представництво Румунії в Кірибаті обробляється посольством Румунії в Канберрі, Австралія. - Республіка Кірибаті не має дипломатичного офісу в Румунії. Дипломатичне представництво Кірибаті в Румунії здійснюється Вищою комісією I-Кірибаті в Суве, Фіджі. |
| Науру    | 2011-03-02                  | Див зовнішні відносини Науру - Румунія не має дипломатичного офісу в Республіці Науру. Дипломатичне представництво Румунії в Науру обробляється посольством Румунії в Канберрі, Австралія. - Республіка Науру не має дипломатичного офісу в Румунії. Дипломатичним представництвом Науру в Румунії займається Вища комісія Науру в Суве, Фіджі.                       |
| Самоа    | 2006-03-02                  | Див. зовнішні відносини Самоа - Румунія не має дипломатичного офісу в незалежній державі Самоа. Дипломатичне представництво Румунії в Самоа обробляється посольством Румунії в Канберрі, Австралія. - Незалежна Держава Самоа не має дипломатичного офісу в Румунії. Дипломатичне представництво Самоа в Румунії здійснюється посольством Самоа в Брюсселі, Бельгія.  |
| Тонга    | No relations                | Див. зовнішні відносини Тонга - Румунія не має дипломатичного офісу в Королівстві Тонга. Дипломатичне представництво Румунії в Тонга обробляється посольством Румунії в Канберрі, Австралія. - Королівство Тонга не має дипломатичного офісу в Румунії. Дипломатичне представництво Тонга в Румунії здійснюється Вищою комісією Тонга в Лондоні, Велика Британія.     |
| Тувалу   | 2006-05-12                  | Див. зовнішні відносини Тувалу - Румунія не має дипломатичного офісу в Тувалу. Дипломатичне представництво Румунії в Тувалу обробляється посольством Румунії в Канберрі, Австралія. - Тувалу не має дипломатичного офісу в Румунії. Дипломатичним представництвом Тувалу в Румунії займається Вища комісія Тувалу в Суве, Фіджі.                                      |

## Країни з якими Румунія не має дипломатичних відносин

### Європа
| Країна         | Почалися офіційні відносини | Примітки |
| -------------- | --------------------------- | --- |
| Північний Кіпр |                             | Див. зовнішніх зв'язків Північного Кіпру Румунія не визнає незалежність Турецької Республіки Північного Кіпру і вважає його території частинами Республіки Кіпр як Кіренії і Фамагусти частин району так і Ларнаки і Нікосії округів. Як член Європейського Союзу, Румунія вважає жителів Північного Кіпру «громадою турків-кіпріотів». |
| Косово         |                             | Див зовнішні зв'язки Косово Румунія не визнає незалежність Республіки Косово і вважає його території частиною Сербії автономного краю Косово і Метохії.[джерело?] Як член Європейського союзу, Румунія вважає Косово протекторатом Організації Об'єднаних Націй, у веденні Місії Організації Об'єднаних Націй в Косово в порядку, встановленому відповідно до резолюції Ради Безпеки ООН 1244 місії ООН за сприяння ЕВЛЕКС. Навіть якщо Румунія не вважає Косово державою, Румунська влада визнає Косовський паспорт і посвідчення особи як документи, що засвідчують особу, але не як проїзні документи. Для того, щоб поїхати в Румунію, громадяни Косово з паспортом Косово отримують від Румунської влади спеціальну візу на окремому документі, який повинен бути показаний при в'їзді в Румунію, як прикріплення до косовського паспорта. Таким чином, румунська влада визнає візит косовських громадян без визнання правового статусу їх документів. |
| Придністров'я  |                             | Див. зовнішні зв'язки Придністров'я Румунія не визнає незалежність Придністровської Молдавської Республіки і вважає їхню територію частиною Республіки Молдова як Автономний територіальний підрозділ річки Дністер Лівий берег. - (Від 9 червня 1934 — 2 серпня 1940 року, Румунія мала дипломатичні відносини з СРСР, СРСР була відповідальна за закордонні справи Української РСР, які охопила Молдавська АРСР) - (від 19 серпня 1941 р — 29 січня 1944 року, Придністров'я призначило Румунії саму себе, як Трансністрію). |

### Кавказ
| Країна           | Почалися офіційні відносини | Примітки |
| ---------------- | --------------------------- | --- |
| Абхазія          |                             | Див. зовнішні відносини Абхазії Румунія не визнає незалежність Республіки Абхазія і вважає її території частиною Грузії як автономна республіка Абхазія. - (Від 9 червня 1934 року — 22 червня 1941 року і 6 серпня 1945 року — 26 грудня 1991 року, Румунія мала дипломатичні відносини з СРСР, Грузинською РСР будучи частиною СРСР і Абхазької Автономної Радянської Соціалістичної Республіки будучи частиною Грузинської РСР) - (З 25 червня 1992 року, Румунія має дипломатичні відносини з Грузією, Абхазія будучи частиною Грузії як автономна республіка Абхазія) |
| Чечня            |                             | Румунія не визнає незалежність Чеченської Республіки щодо Ічкерії і вважає цю територію частиною Росії як Чеченської Республіки. |
| Нагірний Карабаг |                             | Див. зовнішні відносини Нагірного Карабаху Румунія не визнає незалежність Нагірно-Карабахської Республіки і вважає їхню територію, таку як Джабраїл району, Кельбаджарського району, Ханкенді району, Ходжалінського району, Лачинського району, Губадлінского району, Шушінского району, Шуша району, Зангіланскім району та частини Агдамського району, Горанбой району, Фізулі району, Ходжавендського району, Татарин району, частиною Азербайджану. - (Від 9 червня 1934 року по 22 червня 1941 року і 6 серпня 1945 року по 26 листопада 1991 року, Румунія мала дипломатичні відносини з СРСР, Азербайджанською Радянською Соціалістичною Республікою будучи частиною СРСР і Нагірно-Карабахської автономної області будучи частиною Азербайджанської Радянської Соціалістичної Республіки) |
| Південна Осетія  |                             | Див. зовнішні відносини Південної Осетії Румунія не визнає незалежність Республіки Південна Осетія і вважає цю територію частиною Грузії, як частину грузинського регіону Шида Картлі. |

### Азія
| Країна                         | Почалися офіційні відносини | Примітки |
| ------------------------------ | --------------------------- | --- |
| Бутан                          |                             | Див. зовнішні відносини Бутану Зовнішня політика Бутану «керується» від сусідньої Індії, з 1949 р. До цього часу, зовнішня політика Бутану була опрацьована Тибетом (до 1860) і Великою Британією (між 1865—1947). Проте, Бутан страждає від браку дипломатичного персоналу. Румунія і Бутан визнають один одного як незалежні держави, але ніякі дипломатичні відносини поки не встановлені. - Дипломатичне представництво Румунії в Бутані обробляється посольством Румунії в Нью-Делі, Індія. Що стосується європейських питань, дипломатичне представництво Румунії в Бутані здійснюється послом делегації Європейської комісії в Нью-Делі, Індія. - Що стосується європейських питань, дипломатичне представництво Бутану в Румунії здійснюється послом посольства Бутану в Бельгії в Брюсселі, який акредитований в Європейському Союзі і Європейській комісії. |
| Китайська Республіка (Тайвань) | 1939-07-05                  | Див. зовнішні зв'язки Китайської Республіки 5 жовтня 1949 Комуністична Румунія перейшла міжнародне визнання від Китайської Республіки до Китайської Народної Республіки Китай (також Комуніст держави). Тепер, Румунія офіційно не визнає, Китайська Республіка як держава і офіційно вважає цю територію частиною Народної Республіки Китай як провінцію Тайвань. Проте, після падіння комунізму в Румунії (в грудні 1989 року), відносини між Румунією та Республікою Китай стали неофіційними, хоча й теплими. Рівень дипломатичних відносин: - Посольський: 5 липня 1939 — 21 липня 1941 графік дипломатичних відносин: - 5 липня 1939 — 10 липня 1941 року (у період з 10 липня 1941—1944 або 1945 Румунія мала дипломатичні відносини з Китайською Республікою на державній основі в Нанкіні і управлялась Реорганізованим Національним урядом Китаю; в період з 1 грудня 1940 року — 1944/1945 Румунії мала дипломатичні відносини з Маньчжоу, з 5 жовтня 1949 року Румунія мала дипломатичні відносини з Китайською Народною Республікою Китай) - (Від 10 липня 1941 р — 2 червня 1942 року Румунія мала дипломатичні відносини зі Сполученими Штатами, які представила дипломатичним інтересом Китайській Народній Республіці в Румунії) |
| Халістан                       |                             | Румунія не визнає незалежність держави Халістан і вважає його території частиною Індії і Пакистану як держави Пенджабу (Індія) і провінції Пенджаб (Пакистан). |
| Малуку                         |                             | Румунія не визнає незалежність Республіки Південна Малуку і вважає його території частина Індонезії в складі провінції Малуку. |
| Тибет                          |                             | Румунія не визнає незалежність Тибету і вважає цю територію частиною Народної Республіки Китай як Тибетський автономний район, провінцію Цинхай і частину провінцій Ганьсу, Сичуань і Юньнань. Подальше читання: Тибет, Тибет (1912—1951), Історія Тибету (1950-теперішній час), Центральної тибетської адміністрації, U-Цанг, Кхам, Амдо. |

### Африка
| Країна         | Почалися офіційні відносини | Примітки |
| -------------- | --------------------------- | --- |
| Амбазонія      |                             | Румунія не визнає незалежність Федеративної Республіки Південного Камеруну (Ambazonia) і вважає його території частиною Камеруну в регіонах Північно-Західного, Південно-Західного і частини регіонів Littoral і Заходу. Подальше читання: Південного Камеруну |
| Анжуан         |                             | Румунія не визнає незалежність держави Анжуан і вважає його території частиною Коморських островів як автономний острів Анжуан. |
| Біафра         |                             | Румунія не визнає незалежність Республіки Біафра і вважає цю територію частиною Нігерії як держави Абіа, Аква-Ібом, Anambra, Bayelsa, річки Кросс, Ebonyi, Енугу, Имо і річок. |
| Кабінда        |                             | Румунія не визнає незалежність Республіки Кабинде і вважає цю територію частиною Анголи як провінцію Кабінда. |
| Західна Сахара |                             | Див. зовнішні зв'язки Сахарсько-Арабської Демократичної Республіки Румунія стверджує нейтралітет в питанні про Західній Сахарі. До цих пір Румунія не визнає ні незалежності сахарського Арабської Демократичної Республіки, ні марокканський суверенітет над Західної Сахари. Подальше читання: Вільна зона Західної Сахари, марокканської стіни, Західна Сахара війни, історія Західної Сахари. - (Від 26 грудня 1884 року — 4 квітня 1946, Румунія мала дипломатичні відносини з Іспанією, які відповідали за міжнародні відносини в Іспанській Сахарі) |
| Сомаліленд     |                             | Див. зовнішні відносини Сомаліленд Румунія не визнає незалежність Республіки Сомаліленд і вважає його території частиною Сомалі як області Авдала, Санааг, Сулі, Тогдер і Вокуй Гальбід. (Між 1884 — серпень 1940 року та 7 лютого 1946 року — 26 червня 1960, Румунія мала дипломатичні відносини із Сполученим Королівством, які відповідали за іноземні справи Британського Сомаліленд) |

### Океанія
| Країна             | Почалися офіційні відносини | Примітки |
| ------------------ | --------------------------- | --- |
| Соломонові Острови | 2011-02-01                  | Див. зовнішні відносини Соломонові Острови Румунія і Соломонові Острови визнають один одного як незалежні держави, але дипломатичних відносин поки не встановлено. |
| Західне Папуа      |                             | Румунія не визнає незалежність Республіки Західного Папуа і вважає цю територію частиною Індонезії як провінції Папуа і Західне Папуа.                             |

### Різні країни, території, сепаратистські рухи і уряди у вигнанні
| Країна               | Почалися офіційні відносини | Примітки |
| -------------------- | --------------------------- | --- |
| UNPO члени           |                             | Румунія має дипломатичні відносини з державами, які охоплюють країни і народи зібрані в UNPO.                   |
| віртуальна держава   |                             | Румунія не визнає незалежність будь-якої віртуальної держави і не має дипломатичних відносин з будь-якою з них. |
| separatist movements |                             | Румунія не визнає ніякого сепаратистського руху і не має дипломатичних відносин з жодною з цих організацій.     |
| уряд у вигнанні      |                             | Румунія не визнає уряду у вигнанні і не має дипломатичних відносин з жодною з цих організацій.                  |
| неконтактні народи   |                             | Румунія не має стосунків ні з якими неконтактуючими народами.                                                   |